# Liste der Biografien/Ost
Liste der Biografien |
Portal Biografien |
Personensuche
# |
A |
B |
C |
D |
E |
F |
G |
H |
I |
J |
K |
L |
M |
N |
O |
P |
Q |
R |
S |
T |
U |
V |
W |
X |
Y |
Z |
?
 
Oa |
Ob |
Oc |
Od |
Oe |
Of |
Og |
Oh |
Oi |
Oj |
Ok |
Ol |
Om |
On |
Oo |
Op |
Oq |
Or |
Os |
Ot |
Ou |
Ov |
Ow |
Ox |
Oy |
Oz
 
Osa |
Osb |
Osc |
Osd |
Ose |
Osg |
Osh |
Osi |
Osk |
Osl |
Osm |
Osn |
Oso |
Osp |
Osr |
Oss |
Ost |
Osu |
Osv |
Osw |
Osy |
Osz
Die Liste der Biografien führt alle Personen auf, die in der deutschsprachigen Wikipedia einen Artikel haben. Dieses ist eine Teilliste mit 784 Einträgen von Personen, deren Namen mit den Buchstaben „Ost“ beginnt.

## Ost
- Ost, Alfred (1884–1945), belgischer Maler, Zeichner, Illustrator, Lithograf und Plakatkünstler
- Ost, Andy (* 1980), deutscher Sänger, Songwriter und Comedian
- Ost, Friedhelm (* 1942), deutscher Fernsehjournalist und Politiker (CDU), MdBFriedhelm Ost (* 1942)

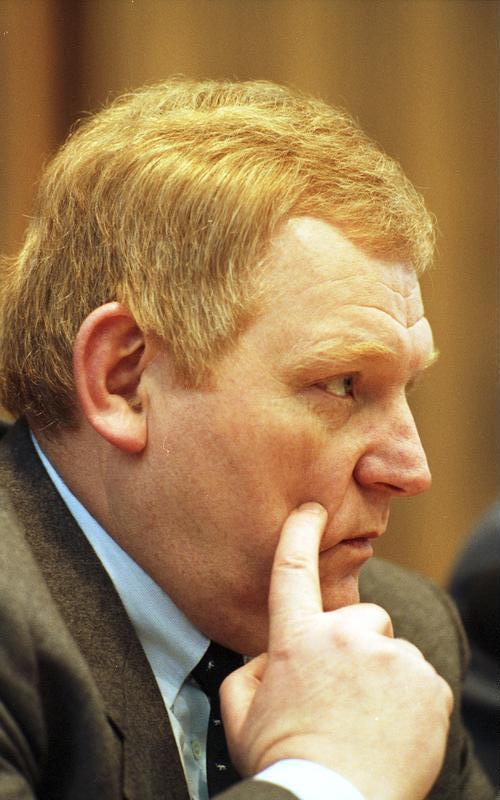
Friedhelm Ost (* 1942)

- Ost, Günter (1935–2010), deutscher Kameramann
- Ost, Hans (* 1937), deutscher Kunsthistoriker
- Ost, Heinrich (1935–2020), deutscher Lyriker und Erzähler
- Ost, Hermann (1852–1931), deutscher Chemiker, Rektor der Technischen Hochschule Hannover (1907–1910)
- Ost, Isabell (* 1988), deutsche Eisschnellläuferin
- Ost, Max-Jacob (* 1985), deutscher Journalist
- Öst, Olle (* 1943), schwedischer Eishockeytrainer
- Ost, Sandra (* 1973), deutsche Autorin
- Øst, Tammi (* 1958), dänische Schauspielerin
- Ost, Willi (1903–1945), deutscher SS- und Polizeiführer

### Osta
- Osta, Benedict John (1931–2014), indischer Geistlicher, römisch-katholischer Erzbischof von Patna
- Osta, Cajetan Francis (* 1961), indischer Geistlicher, römisch-katholischer Bischof von Muzaffarpur
- Osta, Walter (* 1970), italienischer Freestyle-Skier
- Ostade, Adriaen van († 1685), niederländischer Maler und Radierer
- Ostade, Isaac van (1621–1649), niederländischer Maler
- Ostafi, George (1961–2019), rumänischer Maler, Grafiker und Karikaturist
- Ostaijen, Paul van (1896–1928), flämischer Dichter
- Ostałowska, Dominika (* 1971), polnische Schauspielerin
- Ostanes († 358 v. Chr.), Achämenide, Sohn des Großkönigs Dareios II.
- Ostanes, Weiser in vorislamischer Zeit und Alchemist
- Ostapenko, Jeļena (* 1997), lettische TennisspielerinJeļena Ostapenko (* 1997)

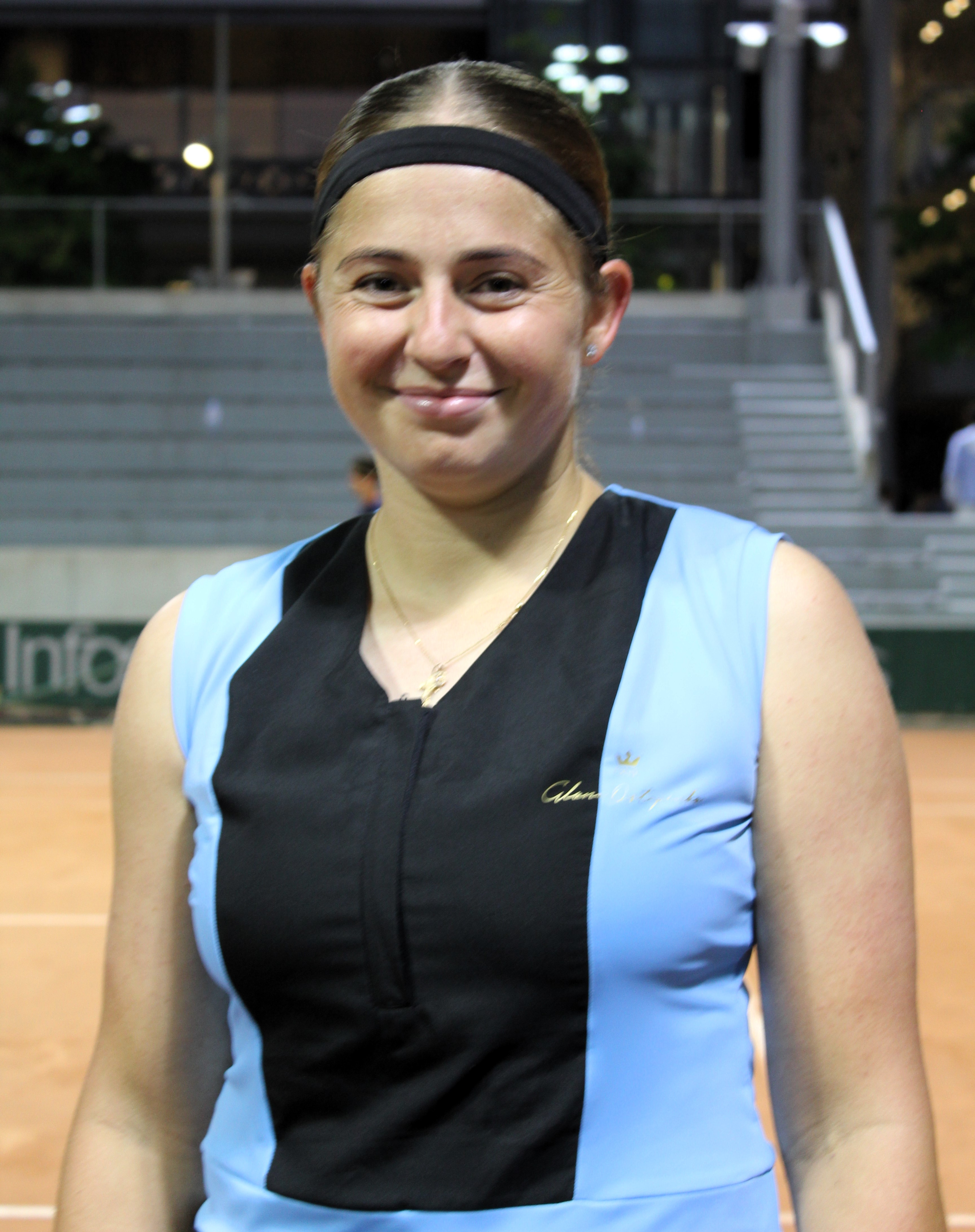
Jeļena Ostapenko (* 1997)

- Ostapenko, Oleg Nikolajewitsch (* 1957), russischer Generalleutnant
- Ostapenko, Pjotr Maximowitsch (1928–2012), sowjetischer Testpilot
- Ostapenko, Sergei (* 1986), kasachischer Fußballspieler
- Ostapenko, Serhij (1881–1937), ukrainischer Politiker und Ökonom
- Ostaptschuk, Sergei Igorewitsch (1990–2011), russisch-belarussischer Eishockeyspieler
- Ostaptschuk, Wolodymyr (* 1984), ukrainischer Fernsehmoderator
- Ostarek, Günter (* 1946), deutscher Handballspieler und -trainer
- Ostarhild, Jurgen (* 1956), deutscher Künstler und Fotograf
- Ostaschew, Arkadi Iljitsch (1925–1998), sowjetischer Weltraumpionier
- Ostaschew, Jewgeni Iljitsch (1924–1960), russischer Artillerie-Offizier und Raketentechniker
- Ostaschow, Arkadi Sergejewitsch (1929–2002), sowjetischer kirgisischer Maler
- Ostaschow, Igor Petrowitsch (1937–1998), sowjetischer Eisschnellläufer
- Ostaschtschenko, Tetjana (* 1974), ukrainischer General
- Ostase, Lorena (* 1997), rumänische Handballspielerin
- Ostashevsky, Eugene (* 1968), amerikanischrussischer Autor und Übersetzer
- Ostaszewska, Maja (* 1972), polnische SchauspielerinMaja Ostaszewska (* 1972)

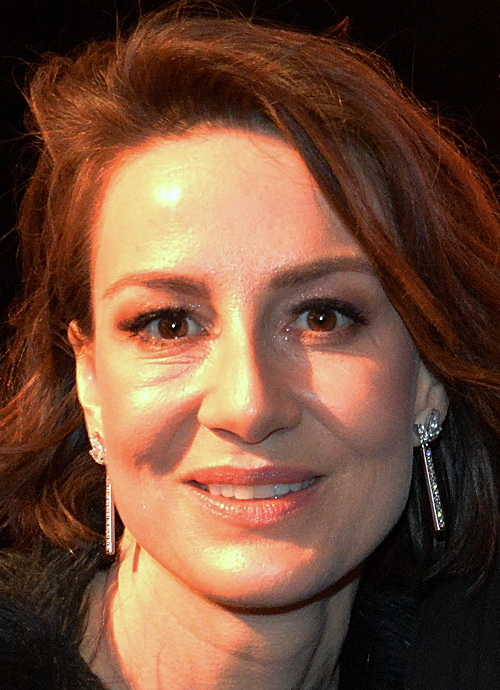
Maja Ostaszewska (* 1972)

- Ostaszewski, Krzysztof (* 1957), polnisch-US-amerikanischer Mathematiker und Hochschullehrer
- Ostau, Christoph Albrecht von (1735–1805), preußischer Wirklicher Geheimer Rat und Minister
- Ostau, Erna von (1903–1955), deutsche Schauspielerin und Autorin
- Ostau, Fabian von (1595–1645), preußischer Kanzler
- Ostau, Friedrich Aegidius von (1772–1857), preußischer Major und Landrat
- Ostau, Hans von (1863–1951), preußischer Landwirt und Politiker
- Ostau, Heinrich von (1790–1872), preußischer Generalmajor
- Ostau, Joachim von (1902–1969), deutscher Schauspieler, Regisseur, Theaterdirektor, Autor, Fabrikant und Parteiengründer
- Ostau, Julius Wilhelm Albrecht von (1738–1808), preußischer Landrat und Landesdirektor
- Ostau, Ludwig von (1663–1727), preußischer Minister
- Ostau, Ruth von (1899–1966), deutsche Schriftstellerin

### Ostb
- Ostbam, deutsche DJ
- Östberg, Fredrik (* 1979), schwedischer Skilangläufer
- Östberg, Frida (* 1977), schwedische Fußballspielerin
- Östberg, Gunnar (1923–2017), schwedischer Skilangläufer
- Østberg, Ingvild Flugstad (* 1990), norwegische Skilangläuferin
- Ostberg, Karl (1890–1935), deutscher Polizeibeamter und NS-Funktionär
- Östberg, Kjell (* 1948), schwedischer Historiker
- Østberg, Mads (* 1987), norwegischer Rallyefahrer
- Ostberg, Marcus (* 1972), deutscher Schauspieler und Synchronsprecher
- Östberg, Mattias (* 1977), schwedischer Fußballspieler
- Östberg, Mikael (* 1977), schwedischer Skilangläufer
- Östberg, Ragnar (1866–1945), schwedischer Architekt
- Ostberg, Wolfgang (1939–2011), deutscher Schauspieler, Hörspielsprecher und Sänger
- Östbo, Bertil (1916–2007), schwedischer Unternehmer und Kunstmäzen in Linz und Oberösterreich
- Østby, Einar (1935–2022), norwegischer Skilangläufer
- Ostby, Hawk (* 1966), norwegisch-US-amerikanischer Drehbuchautor und Filmproduzent
- Østby, Knut (1922–2010), norwegischer Kanute

### Oste

#### Ostee
- Osteen, Joel (* 1963), amerikanischer Unternehmer und Motivationstrainer, Buchautor sowie Hauptpastor der Lakewood Church in Houston, TexasJoel Osteen (* 1963)

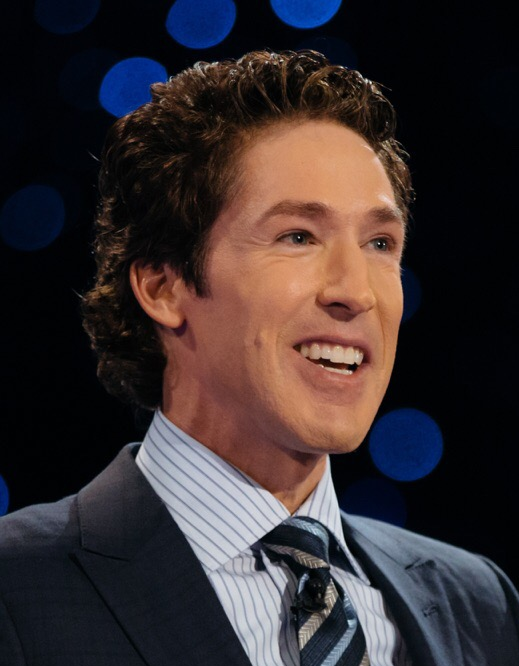
Joel Osteen (* 1963)

- Osteen, John (1921–1999), US-amerikanischer Prediger und Autor der Pfingstbewegung
- O’Steen, John (* 1944), US-amerikanischer Automobilrennfahrer
- O’Steen, Sam (1923–2000), US-amerikanischer Filmeditor und Filmregisseur
- O’Steen, Shyril (* 1960), US-amerikanische Ruderin
- Osteen, Victoria (* 1961), US-amerikanische Unternehmerin, Motivationstrainerin und Co-Predigerin der Lakewood Church

#### Ostei
- Ostein, Johann Franz Heinrich Carl von (1693–1742), deutscher Jurist, kaiserlicher Wirklicher Geheimer Rat und zeitweise kaiserlicher Botschafter
- Ostein, Johann Friedrich Karl Maximilian von (1735–1809), deutscher Adeliger
- Ostein, Johann Friedrich Karl von (1689–1763), Erzbischof und Kurfürst von Mainz und Bischof von Worms
- Ostein, Johann Heinrich von (1579–1646), Fürstbischof von Basel
- Ostein, Lothar Johann Hugo Franz von (1695–1759), Geheimer Rat

#### Ostek
- Ostekke, deutscher DJ und Musikproduzent

#### Ostel
- Ostella, David (* 1991), kanadischer Automobilrennfahrer

#### Osten
- Osten, Aegidius Christoph von der (1661–1741), preußischer Landrat
- Osten, Albert von der (1811–1887), preußischer Generalmajor
- Osten, Alexander Friedrich von der (1668–1736), kurbrandenburgischer Oberstleutnant und preußischer Minister
- Osten, Alexander von der (1839–1898), deutscher Rittergutsbesitzer und Politiker, MdR
- Osten, August von der (1855–1895), preußischer Landrat und Rittergutsbesitzer
- Osten, Carl Curt von der (1672–1724), Landrat des Osten- und Blücherschen Kreises
- Osten, Casimir Gerhard von der (1708–1773), preußischer Landrat
- Osten, Christian Friedrich von der (1740–1819), preußischer Generalmajor, Chef des Dragonerregiments Nr. 12
- Osten, Christian Friedrich Wilhelm von der (1741–1793), preußischer Landrat
- Osten, Christoph Friedrich von der (1714–1777), deutscher Jurist, Landrat des Osten- und Blücherschen Kreises
- Osten, Cornelius (1863–1936), deutscher Kaufmann und Botaniker
- Osten, Demian von (* 1983), deutscher Journalist, Korrespondent der ARD und Medientrainer
- Osten, Dinnies von der († 1477), pommerscher Ritter und Heerführer
- Osten, Dorothea von der (1896–1985), deutsche Fotografin
- Osten, Eduard von der (1804–1887), königlich preußischer Generalmajor und zuletzt Adjutant der Generalinspektion des Militär-Erziehungs- und Bildungswesens
- Osten, Emil von der (1848–1905), deutscher Theaterschauspieler und Schriftsteller
- Osten, Eva von der (1881–1936), deutsche Opernsängerin (Sopran) und -regisseurinEva von der Osten (1881–1936)

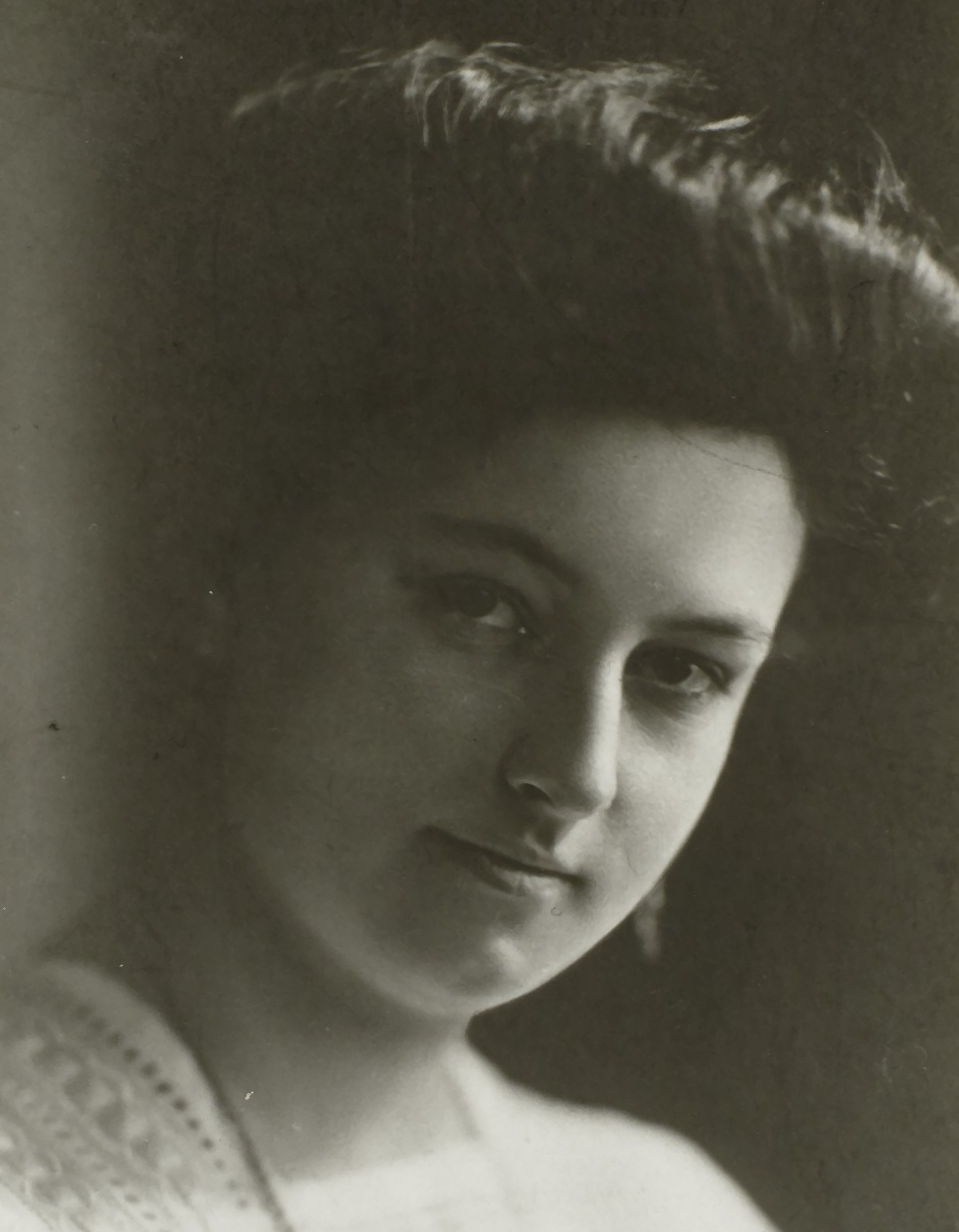
Eva von der Osten (1881–1936)

- Osten, Ewald von der (1445–1533), pommerscher Ritter und Landrat
- Osten, Ferdinand (1878–1940), deutscher Maler, Illustrator und Mosaikkünstler der Düsseldorfer Schule
- Osten, Franz (1876–1956), deutscher Filmregisseur
- Osten, Frédéric von (* 1993), deutscher Wakeboarder
- Osten, Friedrich (1816–1849), deutscher Maler, Bauhistoriker, Architekt und Hochschullehrer, Vordenker des Rundbogenstils
- Osten, Friedrich Wilhelm von der (1721–1786), preußischer Kammerherr, Landrat und Privatgelehrter
- Osten, Friedrich Wilhelm von der (1842–1928), deutscher Gutsbesitzer und Politiker
- Osten, George Julius Felix von der (1745–1824), Landrat des Ostenschen Kreises
- Osten, Gerda von der (1904–1946), deutsche Theater- und Filmschauspielerin
- Osten, Gert von der (1910–1983), deutscher Kunsthistoriker und Museumsdirektor
- Osten, Gustav von der (1866–1923), deutscher Historiker, Lehrer, Gymnasialdirektor, Heimatforscher und Autor
- Osten, Gwendolin von der (* 1971), deutsche Juristin und PolizeipräsidentinGwendolin von der Osten (* 1971)

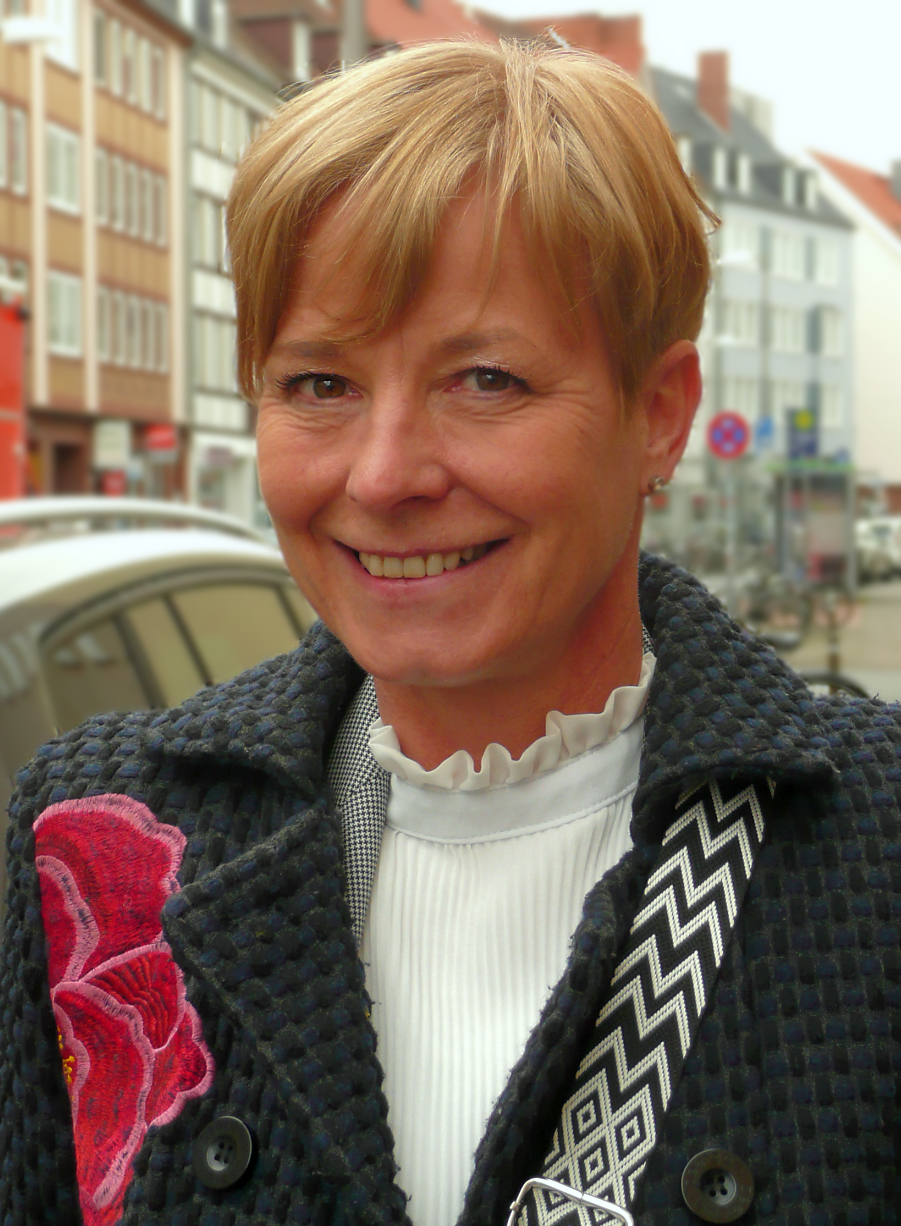
Gwendolin von der Osten (* 1971)

- Osten, Hans (1875–1936), deutscher Astronom
- Osten, Hans Henning von der (1899–1960), deutscher Vorderasiatischer Archäologe
- Osten, Hans Hinrich von (1828–1907), deutscher Lehrer und Heimatforscher
- Osten, Hedwig von der (1613–1676), deutsche Dichterin evangelischer geistlicher Lieder
- Osten, Heinrich von der (1603–1659), Landrat im Herzogtum Pommern und in Schwedisch-Pommern
- Osten, Henning von der (1563–1626), Landrat im Herzogtum Pommern-Wolgast
- Osten, Hildegard (1909–2000), deutsche Kunstweberin
- Osten, Jakob Friedrich von der (1717–1796), dänischer Generalmajor und Chef des Oldenburgischen Infanterie-Regiments
- Osten, Johannes (1867–1952), deutscher Maler und Mosaizist
- Osten, Johannes (1879–1965), niederländischer Fechter und Vizeadmiral
- Osten, Julius Rudolf von der (1801–1861), deutscher Landrat und Rittergutsbesitzer
- Osten, Julius von der (1808–1878), deutscher Rittergutsbesitzer und Politiker, Herrenhausmitglied, MdR
- Osten, Jutta (1918–2009), deutsche Kunstlehrerin, Bildhauerin und Grafikerin
- Osten, Karl Otto von der (1800–1872), deutscher Jurist und Parlamentarier
- Osten, Kerstin (* 1956), deutsche Politikerin (Die Linke), MdL
- Osten, Kurt von der (1922–1989), deutscher Oberleutnant der Wehrmacht und Generalleutnant der Bundeswehr
- Osten, Leopold von der (1788–1853), preußischer Generalmajor, Kommandeur der 2. Kavallerie-Brigade
- Osten, Leopold von der (1809–1887), preußischer Landrat
- Osten, Leopold von der (1841–1916), preußischer Fideikommissbesitzer und Politiker
- Osten, Ludwig von der (1710–1756), russischer und preußischer Oberst, sächsischer Generalmajor
- Osten, Manfred (* 1938), deutscher Autor, Jurist und KulturhistorikerManfred Osten (* 1938)

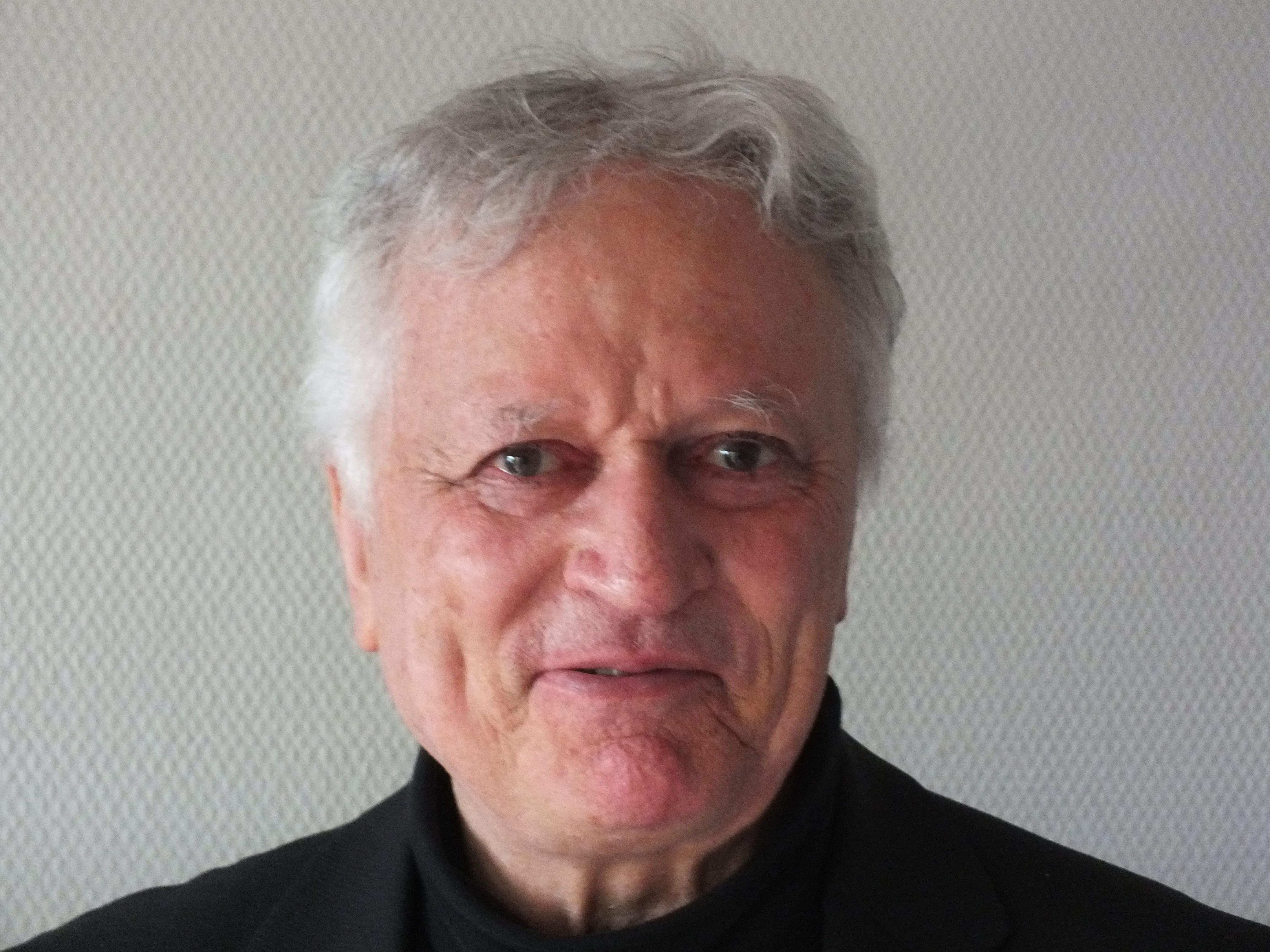
Manfred Osten (* 1938)

- Osten, Margarete Lucia von der (1651–1726), Landrätin, Greifenberger Stifterin
- Osten, Maria (1908–1942), deutsche Schriftstellerin
- Osten, Marion von (1963–2020), deutsche Kulturwissenschaftlerin, Künstlerin und Kuratorin
- Osten, Nana (* 1940), deutsche Schauspielerin
- Osten, Osmar (* 1959), deutscher bildender Künstler
- Osten, Otto von der (1772–1841), preußischer Generalmajor
- Osten, Philipp (* 1970), deutscher Medizinhistoriker und -ethiker
- Osten, Sigune von (1950–2021), deutsche Opernsängerin (Sopran), Komponistin und Musikkünstlerin
- Osten, Suzanne (1944–2024), schwedische Regisseurin
- Osten, Ulrich von der (* 1965), deutscher Journalist und Fernsehmoderator
- Osten, Ulrike von der (* 1962), deutsche Malerin
- Osten, Valentin Bodo von der (1699–1757), preußischer Oberst und Chef des ersten Feldartilleriebataillons
- Osten, Vali von der (1882–1923), deutsche Opernsängerin (Sopran)
- Osten, Wedig von der (1859–1923), preußischer Landschaftsrat und Politiker
- Osten, Wilhelm von (1838–1909), deutscher PferdedresseurWilhelm von Osten (1838–1909)

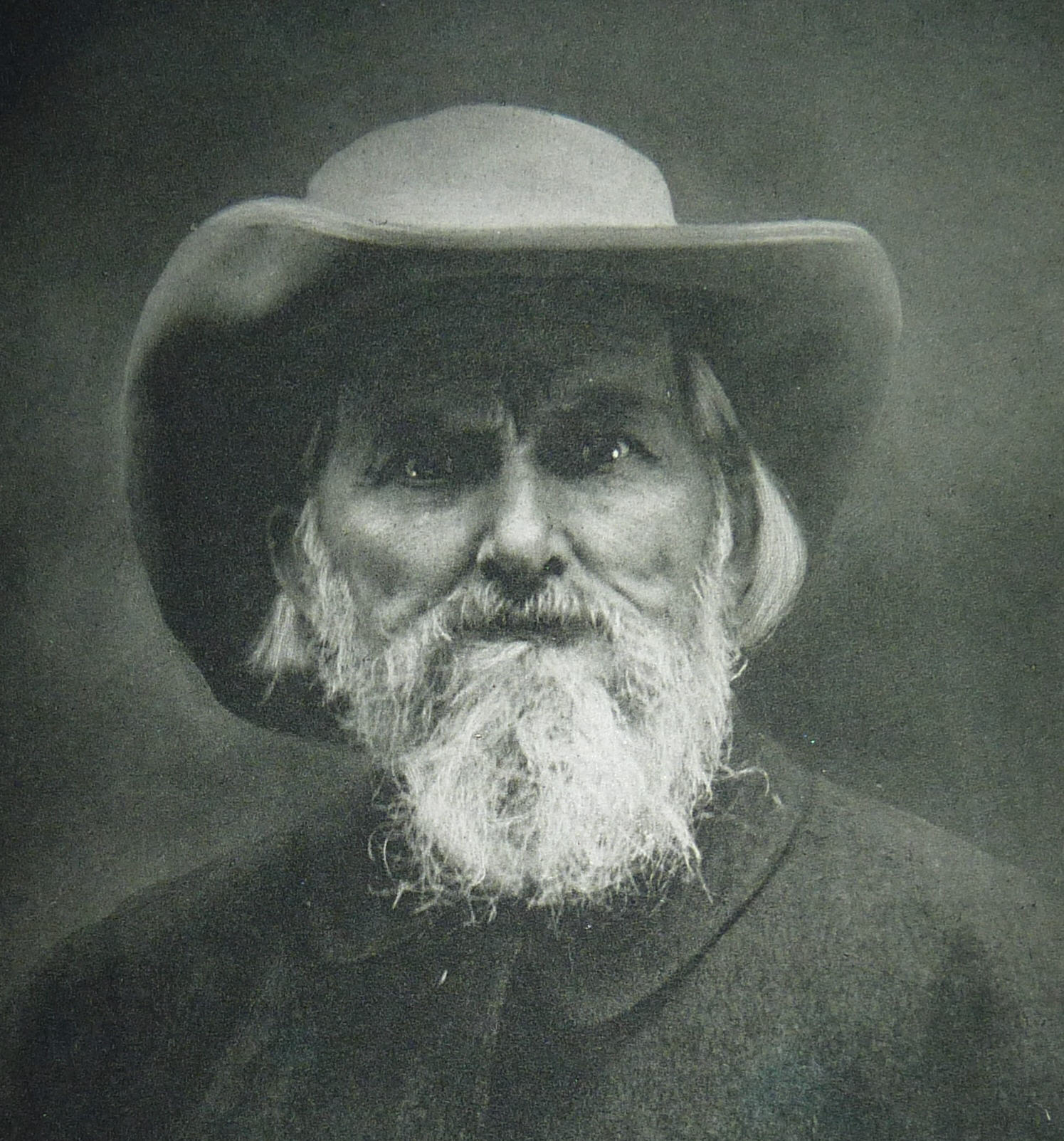
Wilhelm von Osten (1838–1909)

- Osten, Wilhelm von der (1824–1895), preußischer Generalleutnant und Kommandeur der 27. Division (2. Königlich Württembergische)
- Osten-Hildebrandt, Rosa von der (1850–1911), königlich sächsische Hofschauspielerin
- Osten-Sacken, Arthur von der (1843–1912), deutsch-baltischer Gutsbesitzer und Politiker
- Osten-Sacken, Carl Robert (1828–1906), russischer Diplomat und Entomologe
- Osten-Sacken, Carl von der (1726–1794), sächsischer und preußischer Minister
- Osten-Sacken, Christiane von der (1733–1811), deutsche frühkapitalistische Unternehmerin
- Osten-Sacken, Christoph Friedrich von der († 1759), Landhofmeister und Kanzler in Kurland.
- Osten-Sacken, Dmitri Jerofejewitsch († 1881), russischer General der Kavallerie
- Osten-Sacken, Ernst von der (1937–2017), deutscher Ingenieur
- Osten-Sacken, Ewald von der († 1718), Kanzler im Herzogtum Kurland und Semgallen, Mitglied des herzoglichen Oberrates und Landrat von Pilten
- Osten-Sacken, Fabian Gottlieb von der (1752–1837), russischer Feldmarschall
- Osten-Sacken, Leo von der (1811–1895), preußischer Generalleutnant
- Osten-Sacken, Maria von der (1901–1985), deutsche Schriftstellerin, Drehbuchautorin und Filmproduzentin
- Osten-Sacken, Nikolai von der (1831–1912), russischer Diplomat
- Osten-Sacken, Paul Freiherr von der (1880–1934), Historiker und Archivar
- Osten-Sacken, Peter von der (1909–2008), deutscher Astronom und Physiker
- Osten-Sacken, Peter von der (1940–2022), deutscher evangelischer Theologe und Professor für Neues Testament
- Osten-Sacken, Reinhold Friedrich von der (1792–1864), russischer Ministerialbeamter
- Osten-Sacken, Thomas von der (* 1968), deutscher Autor und JournalistThomas von der Osten-Sacken (* 1968)

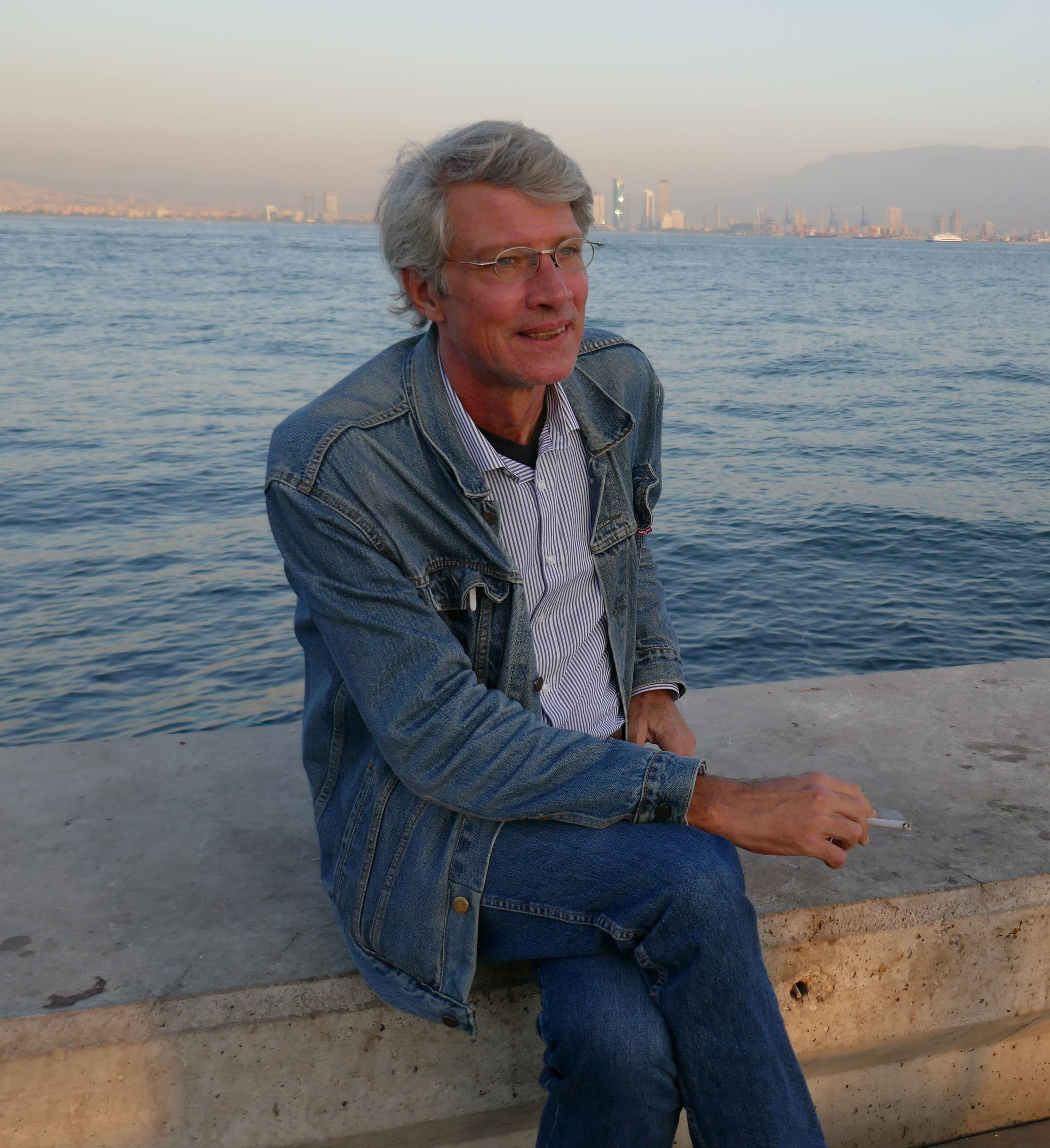
Thomas von der Osten-Sacken (* 1968)

- Osten-Sacken, Werner von der (1821–1889), preußischer Generalleutnant
- Osten-Sacken, Wilhelm von der (1769–1846), preußischer Generalmajor, Kommandeur der 3. Infanterie-Brigade
- Osten-Warnitz, Oskar von der (1862–1942), preußischer Politiker
- Ostenburg-Morawek, Julius von (1884–1944), österreichisch-ungarischer Offizier und späterer legitimistischer Freikorps-Anführer
- Ostendarp, Carl (* 1961), US-amerikanischer Maler
- Ostendarp, Mark (* 1973), deutscher Leichtathlet
- Ostendorf, Berndt (1940–2024), deutscher Anglist, Amerikanist und Hochschullehrer
- Ostendorf, Friedrich (1871–1915), deutscher Architekt, Architekturtheoretiker und Hochschullehrer
- Ostendorf, Hannes, deutscher Musiker, Rechtsextremist und Hooligan-AktivistHannes Ostendorf

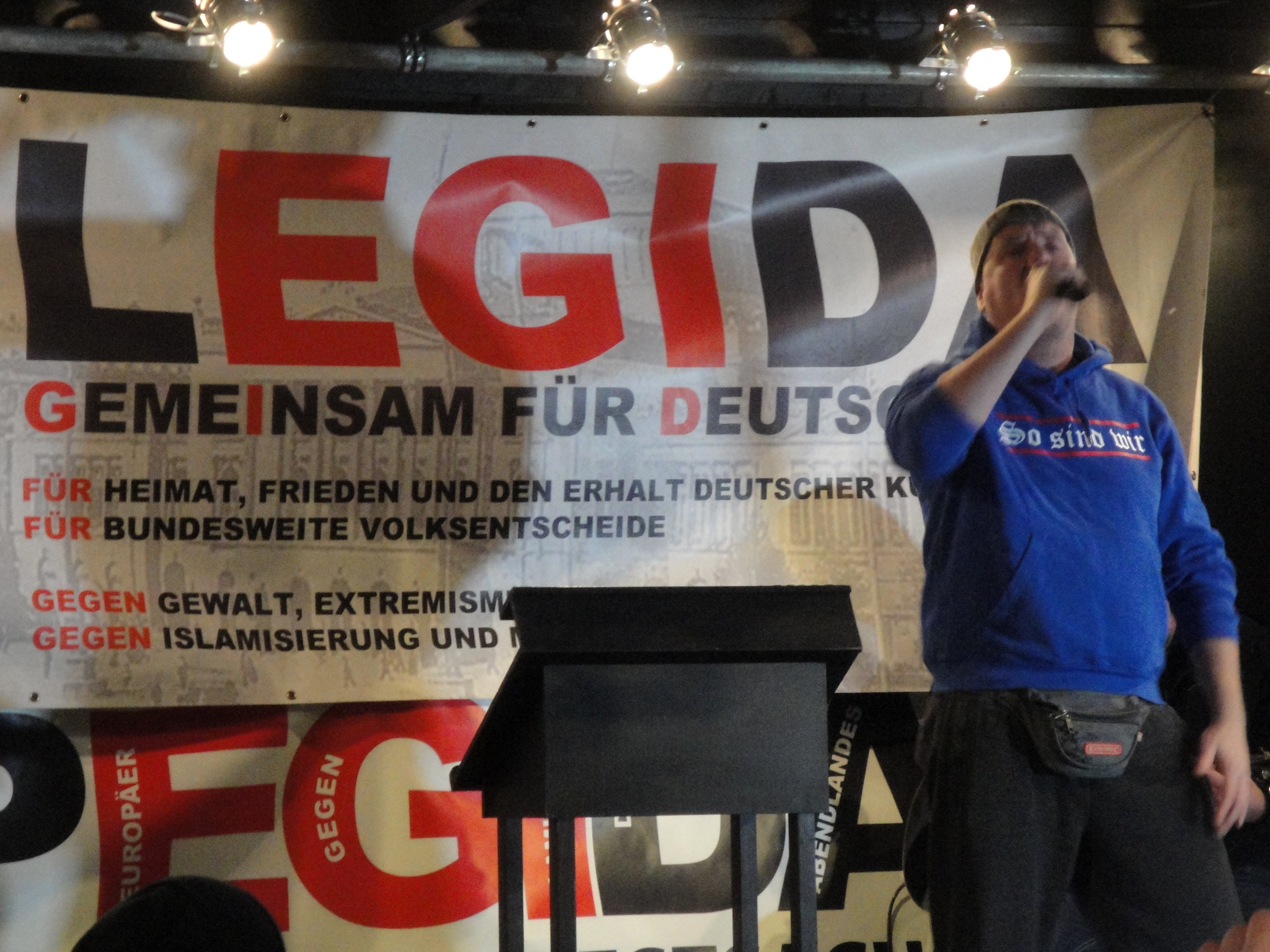
Hannes Ostendorf

- Ostendorf, Henrik (* 1968), deutscher Rechtsextremist
- Ostendorf, Heribert (* 1945), deutscher Rechtswissenschaftler
- Ostendorf, Jens-Peter (1944–2006), deutscher Komponist
- Ostendorf, Josef (* 1956), deutscher Schauspieler
- Ostendorf, Julius (1823–1877), deutscher Politiker und Pädagoge; Abgeordneter in der Frankfurter Nationalversammlung
- Ostendorfer, Michael († 1559), deutscher Maler und Zeichner
- Ostendorff, Eberhard (1905–1984), deutscher Geologe und Mineraloge
- Ostendorff, Friedrich (* 1953), deutscher Politiker (Bündnis 90/Die Grünen), MdB
- Ostendorff, Uwe (* 1964), deutscher Sozialpädagoge
- Ostendorff, Walter (1918–1989), deutscher Politiker (FDP), MdBB
- Ostendorff, Werner (1903–1945), deutscher Offizier, zuletzt SS-Gruppenführer der Waffen-SS und Chef des Stabes der SS-Verfügungsdivision im Zweiten WeltkriegWerner Ostendorff (1903–1945)

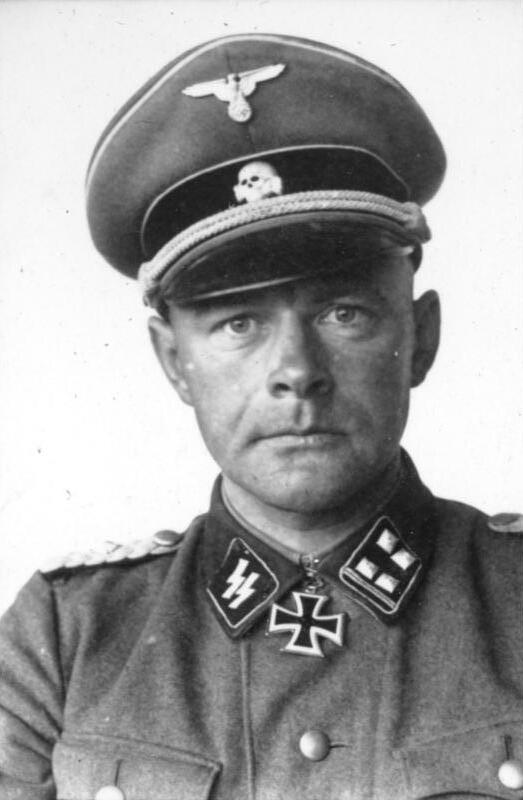
Werner Ostendorff (1903–1945)

- Ostendorp, Lamberdus (1893–1934), deutscher SA-Führer
- Ostenfeld, Asger Skovgaard (1866–1931), dänischer Bauingenieur
- Ostenfeld, Carl Hansen (1873–1931), dänischer Botaniker
- Ostenfeld, Christen (1900–1976), dänischer Bauingenieur
- Ostenfeld, Harald (1864–1934), dänischer lutherischer Bischof
- Ostenfeld, Klaus (* 1943), dänischer Bauingenieur
- Ostenrieder, Max (1870–1917), deutscher Architekt
- Østensen, Østen (1878–1939), norwegischer Sportschütze
- Østensen, Simen (* 1984), norwegischer Skilangläufer
- Ostenso, Martha (1900–1963), norwegisch-amerikanische Schriftstellerin
- Östensson, Nils (1918–1949), schwedischer Skilangläufer
- Østenstad, Marthine (* 2001), norwegische Fußballspielerin

#### Oster
- Oster, Achim (1914–1983), deutscher Militär und Geheimdienstchef
- Oster, Al (1924–2017), kanadischer Folk- und Rockabilly-Musiker
- Oster, Benedikt (* 1988), deutscher Politiker (SPD), MdL
- Oster, Emily (* 1980), US-amerikanische Ökonomin
- Oster, George (1940–2018), US-amerikanischer Biophysiker
- Oster, Hans (1887–1945), deutscher General und WiderstandskämpferHans Oster (1887–1945)

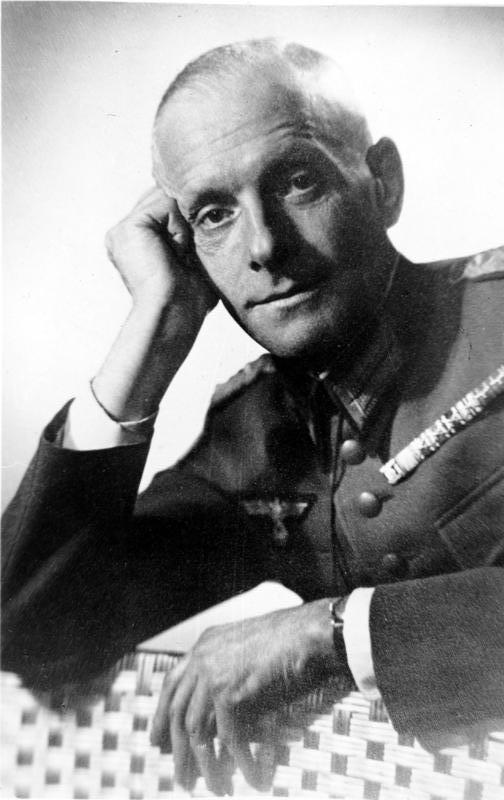
Hans Oster (1887–1945)

- Oster, Harry (1923–2001), US-amerikanischer Musikethnologe
- Oster, Heinrich (1878–1954), deutscher Chemiker und Angeklagter im IG-Farben-Prozess
- Oster, Jan (* 1978), deutscher Jurist
- Oster, Jennifer (* 1986), deutsche Fußballspielerin
- Oster, John (* 1978), walisischer Fußballspieler
- Oster, Josef (* 1971), deutscher Politiker (CDU), MdB
- Oster, Karl (1874–1954), deutscher Politiker (SPD), württembergischer Landtagsabgeordneter
- Oster, Kurt (1909–1988), US-amerikanischer Kardiologe und Physiologe deutscher Abstammung
- Oster, Marcel (* 1989), deutscher Rennrodler
- Oster, Maria (1916–2005), österreichische Schriftstellerin
- Oster, Peter (* 1946), deutscher Geriater
- Oster, Peter Franz (1772–1841), Landrat im Kreis Cochem
- Oster, Philipp (* 2000), deutscher Volleyballspieler
- Oster, Pierre (1933–2020), französischer Romanist und Dichter
- Oster, Rainer (* 1966), deutscher Organist, Cembalist und Ensembleleiter
- Oster, Sharon (1948–2022), US-amerikanische Wirtschaftswissenschaftlerin und Hochschullehrerin
- Oster, Sophia (* 1993), deutsche Jazzmusikerin (Piano, Gesang, Komposition)
- Oster, Stefan (* 1965), deutscher Salesianer Don Boscos, römisch-katholischer Bischof von PassauStefan Oster (* 1965)

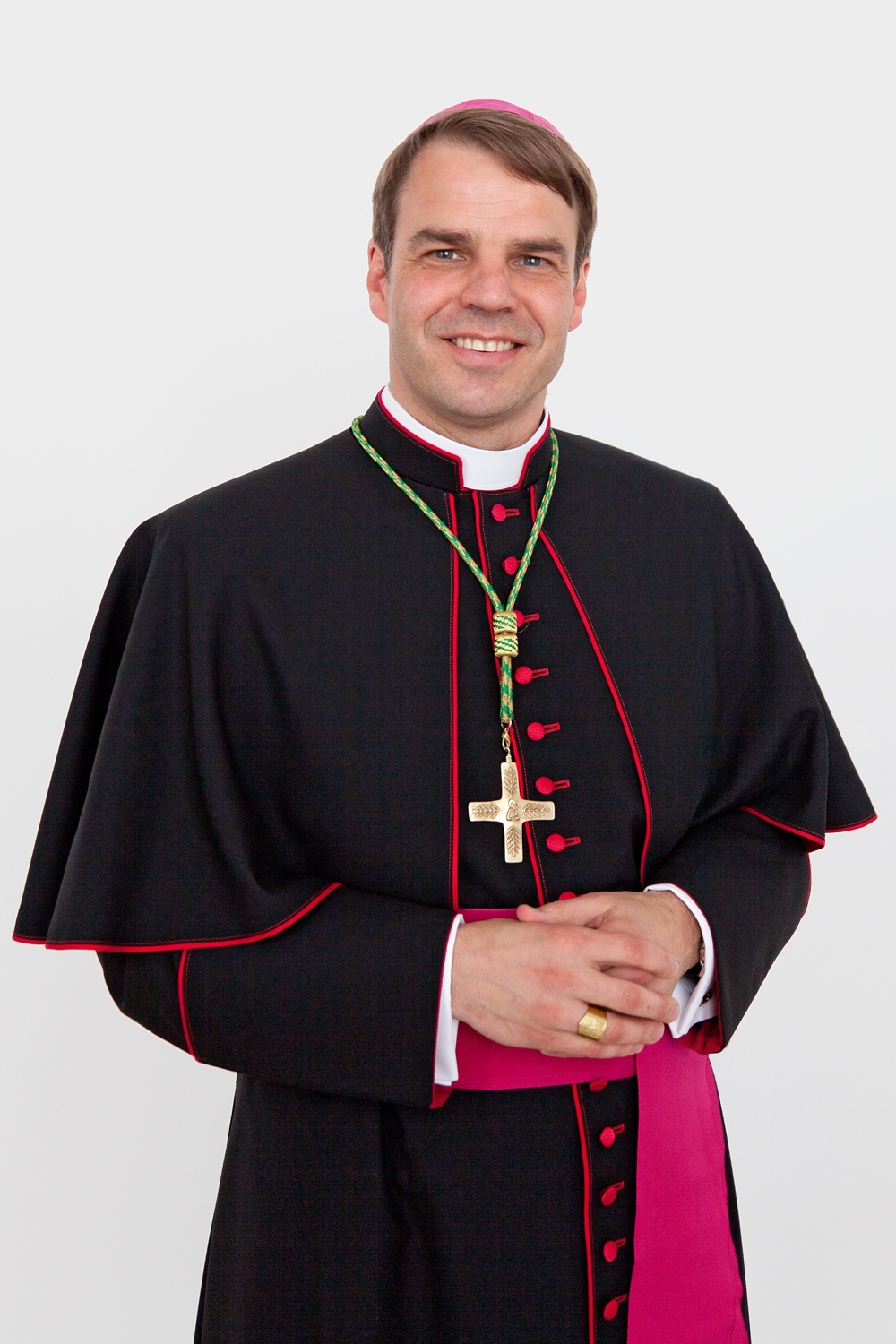
Stefan Oster (* 1965)

- Oster, Ulla (* 1956), deutsche Jazzmusikerin (Kontrabass, Komposition)
- Oster, Uwe A. (* 1964), deutscher Historiker, Autor und Redakteur
- Oster, Yürgen (* 1949), deutscher Fachautor zu Taijiquan und Qigong
- Oster-Stierle, Patricia (* 1956), deutsche Romanistin und Vergleichende Literaturwissenschaftlerin

##### Osterb
- Österberg Kalmari, Laura (* 1979), finnische Fußballspielerin
- Osterberg, Daniel Paschasius von (1634–1711), Grundherr und Förderer des Wallfahrtsortes Albendorf in der Grafschaft Glatz
- Osterberg, Jorj O. (1915–2008), US-amerikanischer Bauingenieur
- Österberg, Mikael (* 1984), schwedischer Eishockeyspieler
- Österberg, Mikael (* 1986), schwedischer Eishockeyspieler
- Österberg, Stellan (* 1965), schwedischer Badmintonspieler
- Osterberger, Edgar (1922–1995), österreichischer Kameramann
- Østerbø, Øystein Kvaal (* 1981), norwegischer Orientierungsläufer
- Osterbrink, Brigitte (1954–2012), deutsche Krankenschwester und Pädagogin
- Osterbrock, Donald Edward (1924–2007), US-amerikanischer Astronom
- Osterburg, Gudrun (* 1945), deutsche Politikerin (CDU), MdL
- Osterburg, Wilhelm, deutscher Politiker (KPD)

##### Osterc
- Osterc, Aljaž (* 1999), slowenischer Skispringer
- Osterc, Jože (* 1942), jugoslawischer bzw. slowenischer Agrarwissenschaftler und Politiker
- Osterc, Milan (* 1975), slowenischer Fußballspieler
- Osterc, Slavko (1895–1941), jugoslawischer Komponist

##### Osterd
- Österdahl, Maire (1927–2013), finnische Weitspringerin und Sprinterin
- Österdahl, Martin (* 1973), schwedischer Autor und FernsehproduzentMartin Österdahl (* 1973)

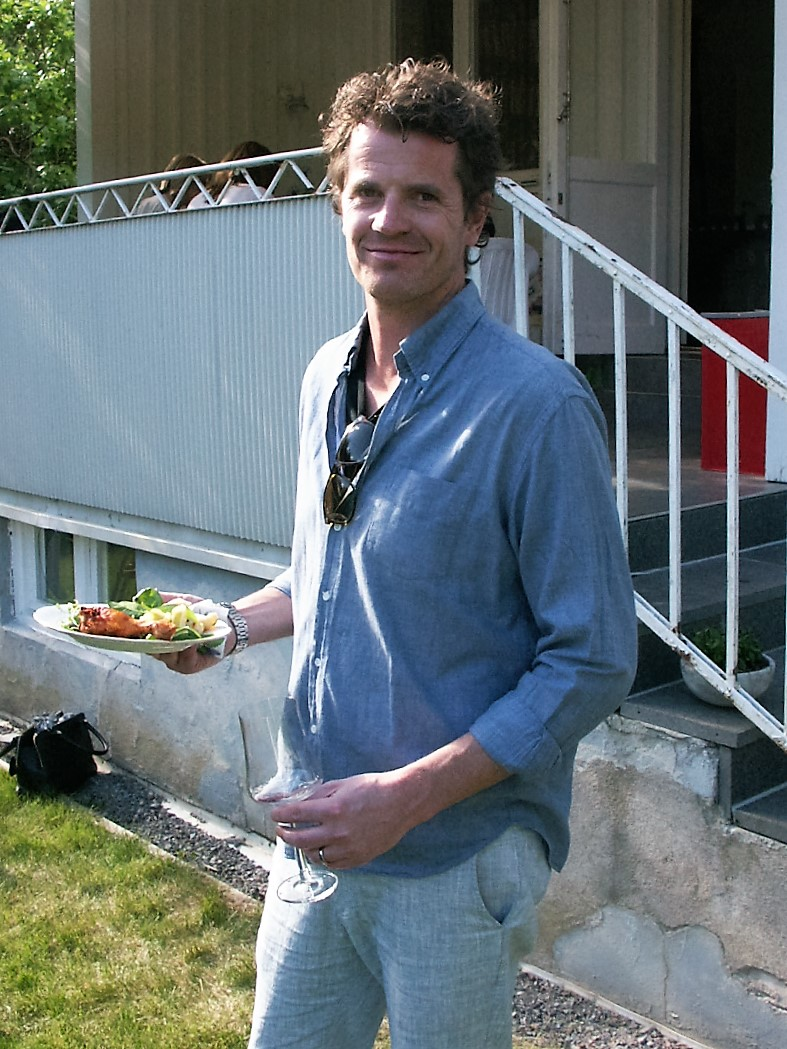
Martin Österdahl (* 1973)

- Østerdal, Kåre (1917–1973), norwegischer Skilangläufer und Nordischer Kombinierer

##### Osterg
- Østergaard, Anders (* 1965), dänischer Filmregisseur und Drehbuchautor
- Østergaard, Claus Riis (* 1969), dänischer Schauspieler
- Østergaard, Knud (1922–1993), dänischer Offizier und Politiker (Konservative Volkspartei), Mitglied des Folketing, Verteidigungs- und Verkehrsminister
- Østergaard, Lisbeth (* 1980), dänische Radio- und Fernsehmoderatorin
- Østergaard, Lise (1924–1996), dänische Psychologin und Politikerin (Socialdemokraterne), Mitglied des Folketing und Ministerin
- Østergaard, Louise (* 1994), dänische Sprinterin
- Østergaard, Maja Bay (* 1998), dänische Fußballtorhüterin
- Østergaard, Morten (* 1976), dänischer Politiker (Det Radikale Venstre (RV)), Mitglied des Folketing und Minister
- Østergaard, Niki (* 1988), dänischer Radrennfahrer
- Østergaard, Søren (* 1957), dänischer Schauspieler, Regisseur und Drehbuchautor
- Østergaard, Wedell Poul (1924–1995), dänischer Radrennfahrer
- Østergård Madsen, Ida, dänische Popsängerin
- Ostergard, Warren (* 1974), US-amerikanischer Schauspieler und Produzent
- Östergren, Klas (* 1955), schwedischer Schriftsteller und Übersetzer
- Ostergren, Mary (* 1960), US-amerikanische Biathletin

##### Osterh
- Osterhage, Patrick (* 2000), deutscher Fußballspieler
- Osterhammel, Jürgen (* 1952), deutscher Historiker
- Osterhammer, Willi, deutscher Orgelbauer
- Osterhaus, Albert (* 1948), niederländischer Veterinär und Virologe
- Osterhaus, Hugo (1851–1927), US-amerikanischer Konteradmiral
- Osterhaus, Peter Joseph (1823–1917), General der Nordstaaten im Sezessionskrieg, 1848er-RevolutionärPeter Joseph Osterhaus (1823–1917)

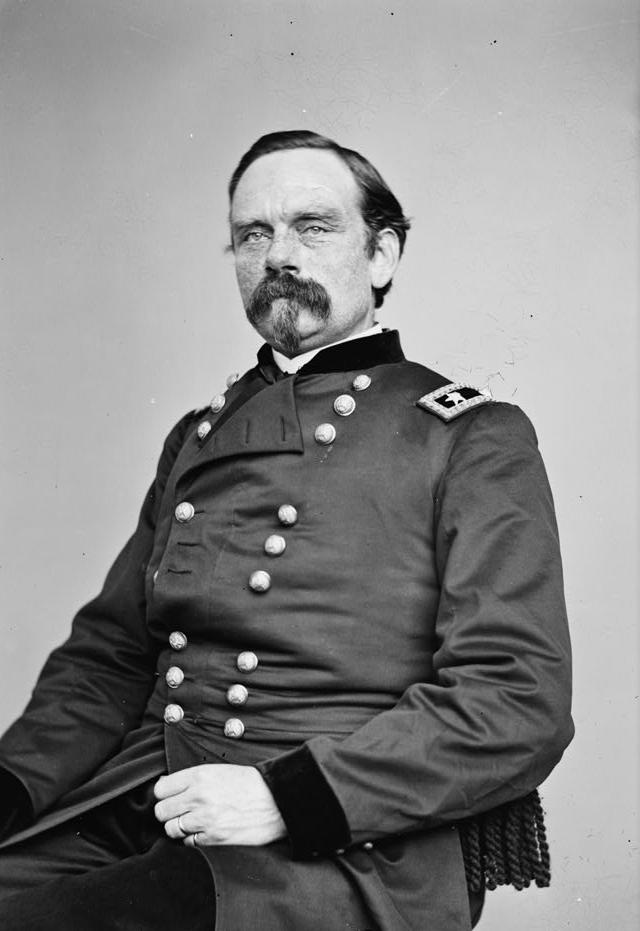
Peter Joseph Osterhaus (1823–1917)

- Osterhausen, Christian von (1593–1664), Adliger
- Osterhausen, Friedrich von (1811–1881), kurhessischer Oberst, Kriegsminister
- Osterhausen, Georg Sebastian von (1575–1650), sächsischer Rittergutsbesitzer
- Osterhausen, Hans Georg von (* 1603), schleswig-holsteinischer Hofbeamter und Küchenmeister
- Osterhausen, Hans George von († 1603), kursächsischer Amtshauptmann
- Osterhausen, Henriette von († 1727), letzte Geliebte von August dem Starken
- Osterhausen, Johann Georg von († 1627), kursächsischer Hofmarschall, Oberkammer- und Bergrat sowie Rittergutsbesitzer
- Osterhausen, Johann Karl (1765–1839), deutscher Mediziner
- Osterhausen, Johann Siegmund von (1613–1679), deutscher Dompropst, Rat, Hofrichter und Rittergutsbesitzer
- Osterheider, Michael (* 1956), deutscher Psychiater und Hochschullehrer
- Osterheld, Horst (1919–1998), deutscher Diplomat und außenpolitischer Berater
- Osterhoff, Diedrich (1925–2014), deutscher Tierzuchtwissenschaftler und Hochschullehrer
- Osterhoff, Johannes P., deutscher Medienkünstler
- Osterhoff, Peter (* 1937), deutscher Fußballspieler
- Osterhoff, Thomas (* 1961), deutscher Komponist
- Osterhold, Albert (1815–1868), Landtagsabgeordneter Waldeck
- Osterhold, Gisela (1950–2017), deutsche Psychologin und Organisationsberaterin
- Osterhold, Ludwig (* 1777), deutscher Bürgermeister und Politiker
- Osterhold, Michael (* 1959), deutscher Physiker und Autor
- Osterhold, Wilhelm (1891–1971), deutscher Politiker (SPD), MdHB
- Østerholm, Jens (1928–2006), dänischer Schauspieler
- Østerholt, Georg (1892–1982), norwegischer Skisportler
- Osterholt, Tinus (1928–2016), niederländischer Fußballspieler
- Osterhuber, Josef (1876–1965), deutscher Journalist

##### Osteri
- Osterider, Adolf (1924–2019), österreichischer bildender Künstler

##### Osterk
- Osterkamp, Ernst (* 1950), deutscher Germanist
- Osterkamp, Herbert (1894–1970), deutscher General der Artillerie im Zweiten Weltkrieg
- Osterkamp, Jana (* 1977), deutsche Rechtshistorikerin
- Osterkamp, Rigmar (* 1944), deutscher Wirtschaftswissenschafter
- Osterkamp, Theodor (1892–1975), deutscher Generalleutnant im Zweiten WeltkriegTheodor Osterkamp (1892–1975)

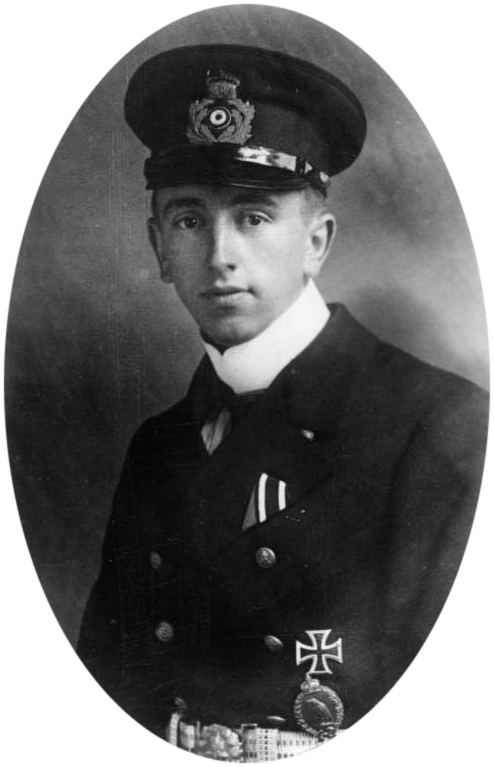
Theodor Osterkamp (1892–1975)

- Osterkamp, Ute (* 1935), deutsche Psychologin
- Osterkamp, Wilfried (* 1956), deutscher Fußballspieler
- Osterkamp-Weber, Ilona (* 1976), deutsche Politikerin (Bündnis 90/Die Grünen), MdBB
- Osterkorn, Georg (1881–1958), deutscher Verleger, Publizist und Archivar, bayerischer Landespolitiker und Parteifunktionär
- Osterkorn, Thomas (* 1953), österreichischer Journalist, Chefredakteur des Stern

##### Osterl
- Osterland, Klaus Jürgen (* 1942), deutscher Elektromechaniker und Mitglied der Volkskammer der DDR (FDJ)
- Osterland, Mario (* 1986), deutscher Schriftsteller und Literaturvermittler
- Osterland, Martin (* 1937), deutscher Soziologe
- Österle, Arthur (* 1973), deutscher Politiker der Alternative für Deutschland (AfD)
- Österle, August (* 1963), österreichischer Gesundheitsökonom
- Österle, Elfriede (* 1950), österreichische Künstlerin
- Österle, Hubert (* 1949), österreichischer Wirtschaftsinformatiker
- Österle, Ines (* 1984), deutsche Fußballspielerin
- Österlin, Anders (1926–2011), schwedischer Maler und Mitglied der Künstlervereinigung CoBrA
- Österling, Anders (1884–1981), schwedischer Dichter
- Osterling, Eric (1926–2005), US-amerikanischer Komponist und Arrangeur
- Osterloff, Waldemar (1858–1933), deutscher Architekt und Bauunternehmer
- Osterloh, Adele (1857–1946), deutsche Dichterin
- Osterloh, Bernd (* 1956), deutscher Gewerkschafter
- Osterloh, Dierk (* 1964), deutscher Maler, Bildhauer und Fotograf
- Osterloh, Dora, deutsche Jazzmusikerin (Gesang, Komposition)
- Osterloh, Edo (1909–1964), deutscher evangelischer Theologe und Politiker (CDU), MdL
- Osterloh, Ernst (1889–1967), deutscher Pädagoge und Politiker (DNVP/NSDAP), MdL
- Osterloh, Ernst Robert (1813–1884), deutscher Rechtswissenschaftler und Hochschullehrer
- Osterloh, Frank (1941–2004), deutscher Jurist, hauptamtlicher Mitarbeiter der DDR-Staatssicherheit
- Osterloh, Friedrich (* 1755), preußischer Architekt und Baubeamter im Fürstentum Halberstadt
- Osterloh, Gertrud (1910–2012), deutsche evangelische Theologin
- Osterloh, Gustav Eduard (1842–1903), sächsischer Generalmajor
- Osterloh, Helmut (1967–2015), deutscher Poolbillardspieler
- Osterloh, Hermann (1886–1961), deutscher Politiker (KPD, SPD), MdBB
- Osterloh, Ingo (1921–1986), deutscher Schauspieler und Synchronsprecher
- Osterloh, Jan (* 1969), deutscher Billardspieler
- Osterloh, Johann (1888–1963), deutscher Lehrer und Politiker (SPD)
- Osterloh, Julia (* 1986), deutsche Volleyballspielerin
- Osterloh, Jürgen (* 1955), deutscher Pädagoge, Musiker und Lyriker
- Osterloh, Klaus (* 1952), deutscher Jazztrompeter
- Osterloh, Lerke (* 1944), deutsche Steuerrechtswissenschaftlerin und Richterin des Bundesverfassungsgerichts
- Osterloh, Lilia (* 1978), US-amerikanische Tennisspielerin
- Osterloh, Margit (* 1943), deutsche Ökonomin
- Osterloh, Max (1851–1927), deutscher Architekt und kommunaler Baubeamter, Stadtbaurat in Braunschweig
- Osterloh, Niklas (* 1989), deutscher SchauspielerNiklas Osterloh (* 1989)

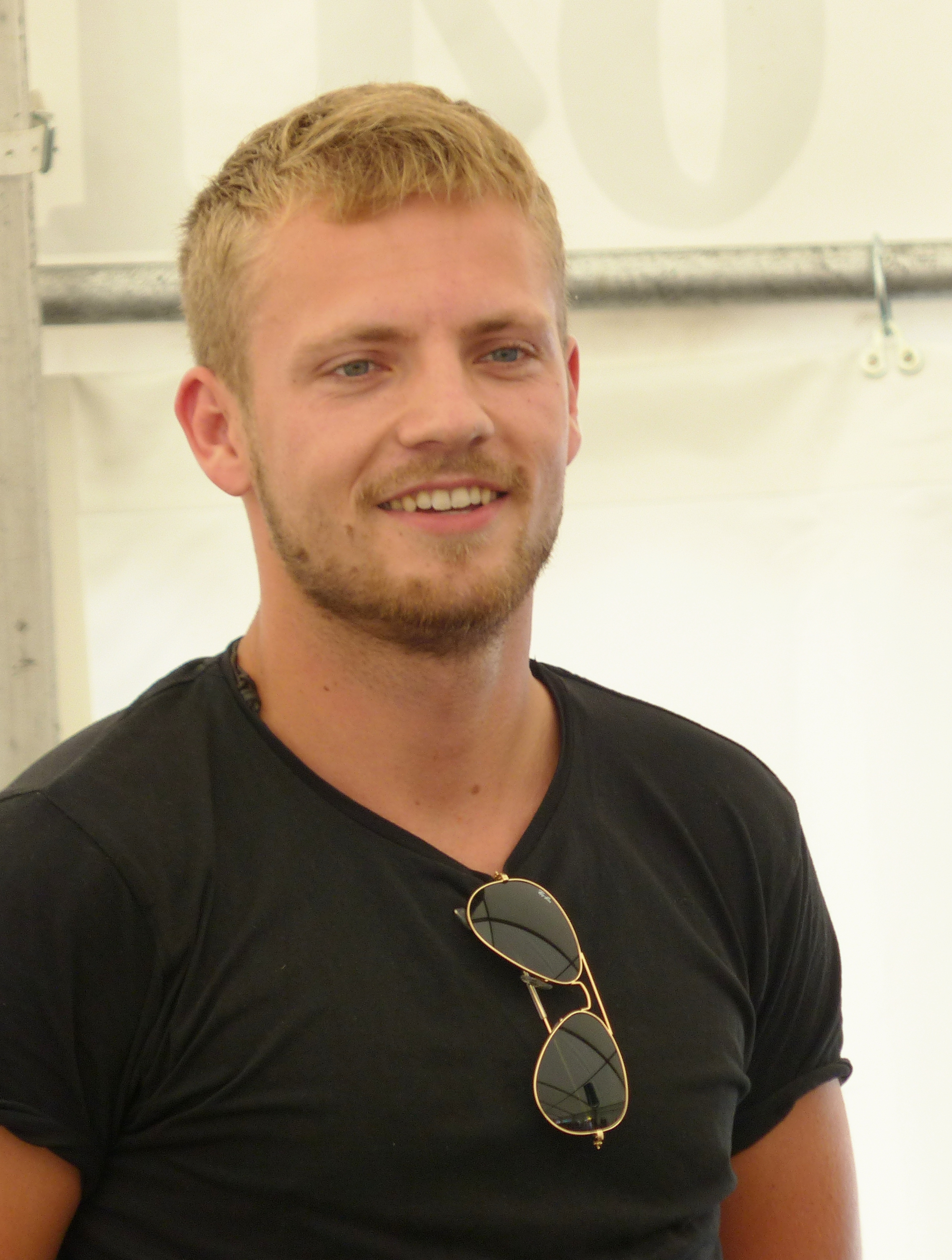
Niklas Osterloh (* 1989)

- Osterloh, Robert (1918–2001), US-amerikanischer Schauspieler
- Osterloh, Sebastian (* 1983), deutscher Eishockeyspieler und -trainer
- Osterloh-Konrad, Christine (* 1976), deutsche Rechtswissenschaftlerin
- Österlund, Tor (1935–2022), finnischer Fußballspieler

##### Osterm
- Ostermaier, Albert (* 1967), deutscher Schriftsteller
- Ostermair, Bartholomäus (1837–1899), deutscher Maurer
- Ostermair, Markus (* 1981), deutscher Schriftsteller
- Osterman, Andrej (* 1960), slowenischer Generalmajor
- Österman, Hugo (1892–1975), finnischer Offizier
- Ostermann, Arthur (1864–1941), Ministerialrat im preußischen Ministerium für Volkswohlfahrt
- Ostermann, Clemens (1984–2007), deutscher Synchronsprecher und Musiker
- Ostermann, Corny (* 1911), deutscher Jazz- und Unterhaltungsmusiker
- Ostermann, Dagmar (1920–2010), österreichische Zeitzeugin des NS-Regimes
- Ostermann, Dennis, deutscher Sänger, Komponist und Produzent
- Ostermann, Elard (* 1968), deutscher Fußballspieler und -trainer
- Ostermann, Ernst (1889–1970), deutscher Politiker (SRP, FDP), MdL
- Ostermann, Fred (1934–2012), deutscher Pionier des Windsurfens
- Ostermann, Friedrich (1918–2006), deutscher Literaturwissenschaftler, Deutschdidaktiker und Reformer der Lehrerbildung
- Ostermann, Friedrich (1932–2018), römisch-katholischer Weihbischof des Bistums Münster
- Ostermann, Hanns (* 1953), deutscher Journalist
- Ostermann, Hans (1898–1990), deutscher Architekt
- Ostermann, Hartmut (* 1951), deutscher Unternehmer und saarländischer Politiker (SPD, FDP)
- Ostermann, Hedwig von (* 1876), österreichische Theaterschauspielerin
- Ostermann, Heinrich Johann Friedrich (1687–1747), russischer Diplomat und StaatsmannHeinrich Johann Friedrich Ostermann (1687–1747)
- Ostermann, Heinz (* 1940), deutscher Ringer

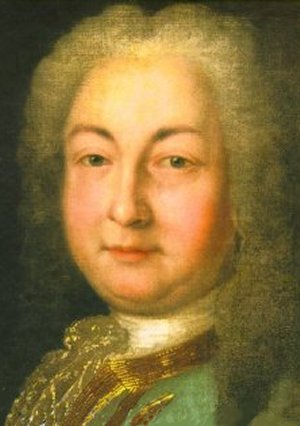
Heinrich Johann Friedrich Ostermann (1687–1747)

- Ostermann, Hother (1876–1950), dänischer Pastor, Lehrer, Historiker, Genealoge und Übersetzer
- Ostermann, Ingrid (* 1968), deutsche Architektin und Fachautorin
- Ostermann, Isabel (* 1975), deutsche Opernregisseurin
- Ostermann, Iwan Andrejewitsch (1725–1811), russischer Diplomat, Staatsmann und Reichsvizekanzler
- Ostermann, Jiří (1935–1990), tschechischer Rezitator, Texter, Schauspieler
- Ostermann, Johann (1911–1968), österreichischer Fußball-Nationalspieler
- Ostermann, Johann Erich (1611–1668), deutscher Gräzist
- Ostermann, Lars (1916–1982), grönländischer Kaufmann und Landesrat
- Ostermann, Manfred (* 1958), deutscher Kommunalpolitiker
- Ostermann, Manuel (* 1990), deutscher Polizeibeamter und Politiker (CDU)Manuel Ostermann (* 1990)

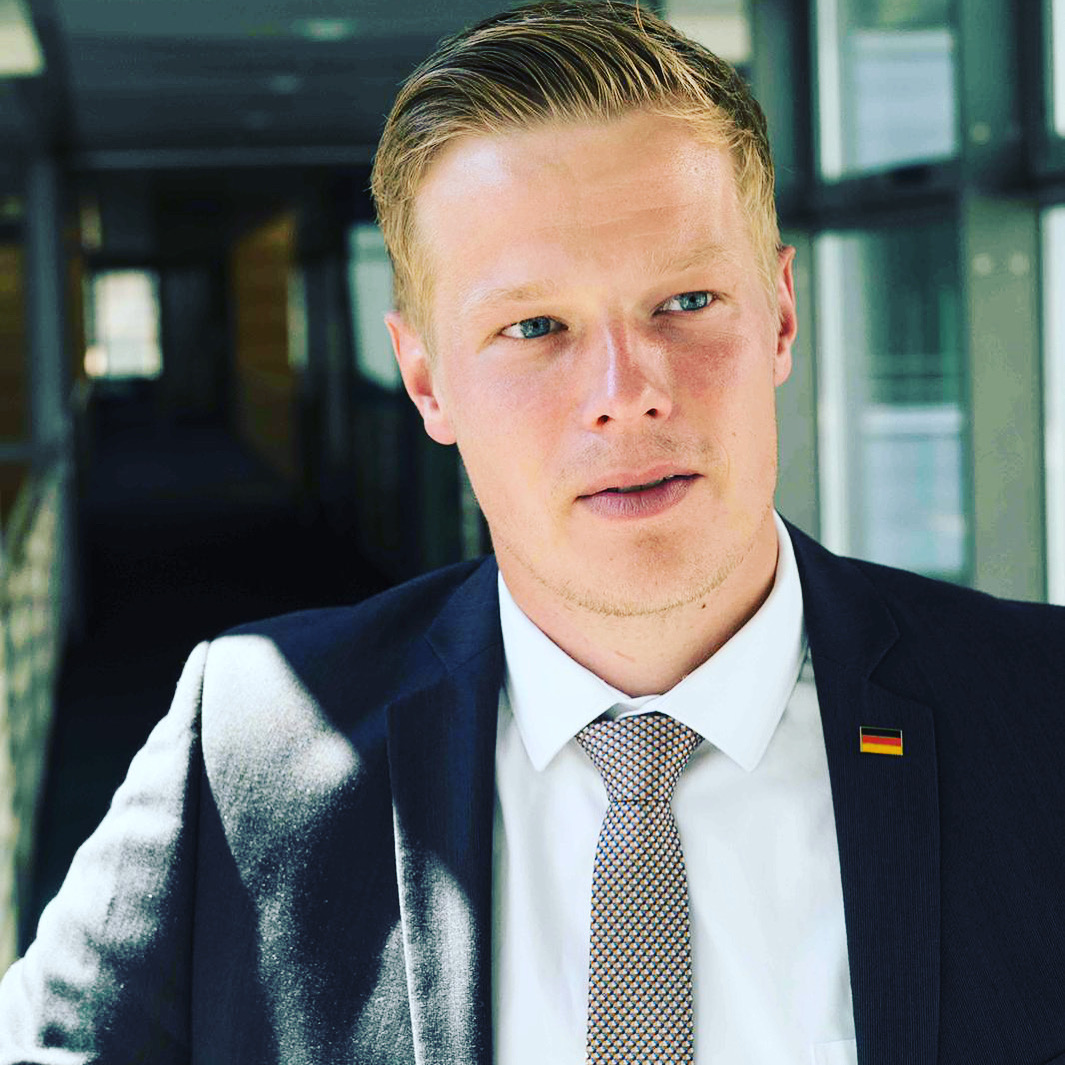
Manuel Ostermann (* 1990)

- Ostermann, Marie-Christine (* 1978), deutsche Unternehmerin
- Ostermann, Max (1886–1967), österreichischer Mediziner und Chefredakteur
- Ostermann, Max-Hellmuth (1917–1942), deutscher Luftwaffenoffizier und Pilot im Zweiten Weltkrieg
- Ostermann, Michael (1945–2014), deutscher Komponist, Dirigent, Musiker und Autor
- Ostermann, Nils (* 2003), österreichischer Fußballspieler
- Ostermann, Peter (1939–2011), grönländischer Politiker (Atassut) und Polizist
- Ostermann, Renate (1937–2015), deutsche Tennisspielerin
- Ostermann, Rick (* 1978), deutscher Filmregisseur
- Ostermann, Theodor (1894–1968), deutscher Bibliothekar
- Ostermann, Thomas (* 1966), deutscher Fußballspieler
- Ostermann, Tim (* 1979), deutscher Politiker (CDU), MdB
- Ostermann, Tom (* 1968), grönländischer Politiker und Polizist
- Ostermann, Wilhelm (1817–1856), deutscher Jurist und Abgeordneter
- Ostermann, Wilhelm (1850–1922), deutscher Lehrer und Seminardirektor
- Ostermann, Willi (1876–1936), deutscher Liedermacher und Karnevalsschlager-Komponist
- Ostermann, Willi (1920–2013), deutscher Fußballspieler
- Ostermann-Tolstoi, Alexander Iwanowitsch († 1857), russischer Offizier
- Ostermayer, Augustin (1694–1742), deutscher Benediktiner und Abt
- Ostermayer, Christine (* 1936), österreichische SchauspielerinChristine Ostermayer (* 1936)

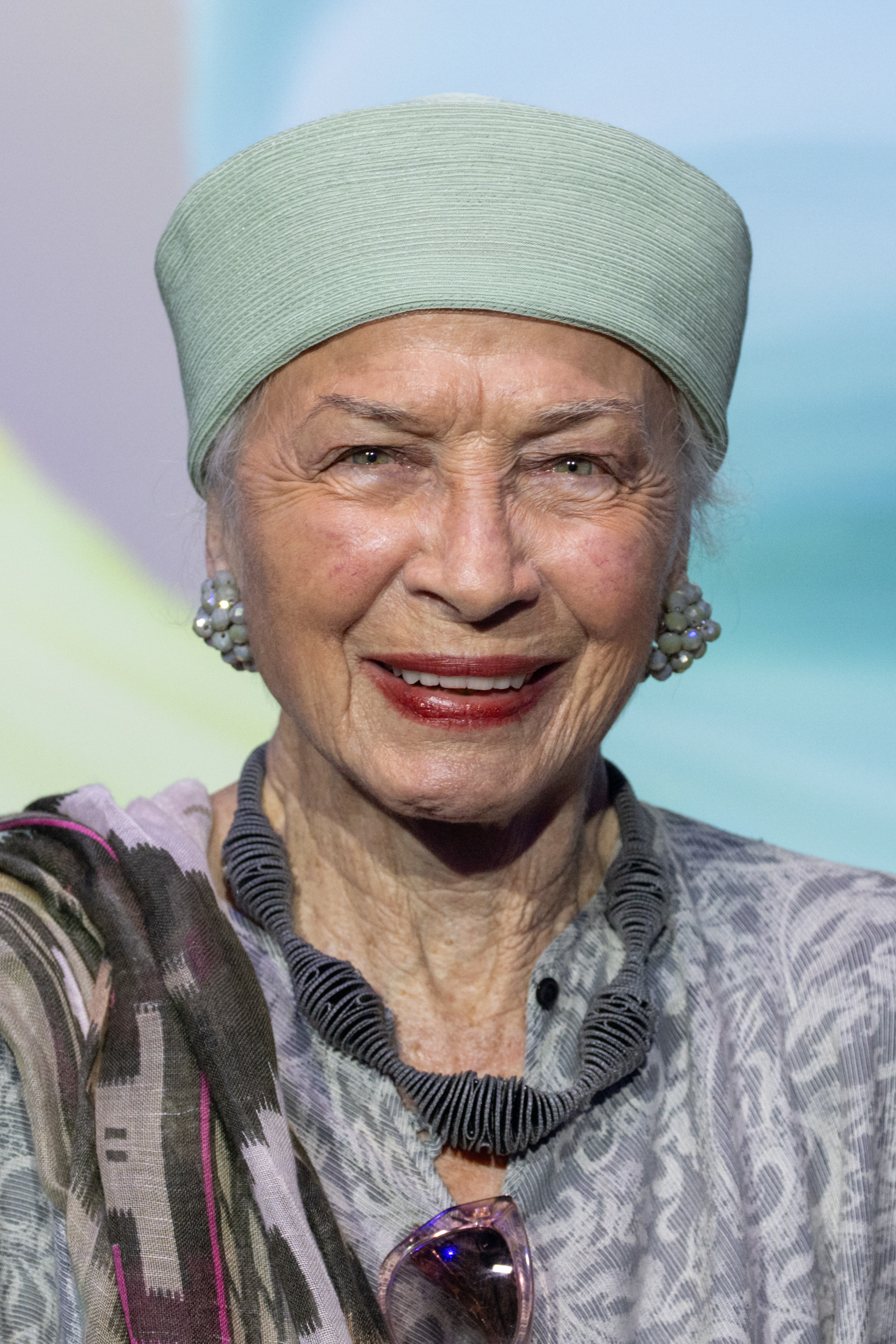
Christine Ostermayer (* 1936)

- Ostermayer, Ernst Ludwig (1868–1918), deutscher Porträt- und Pferdemaler sowie Landschaftsfotograf
- Ostermayer, Eugen (1849–1903), deutscher Apotheker und Chemiker
- Ostermayer, Fritz (* 1956), österreichischer Journalist, Autor, DJ und Musiker
- Ostermayer, Josef (1909–1998), Schweizer Institutsleiter, Lehrer und Pädagoge
- Ostermayer, Josef (* 1961), österreichischer Politiker (SPÖ)Josef Ostermayer (* 1961)

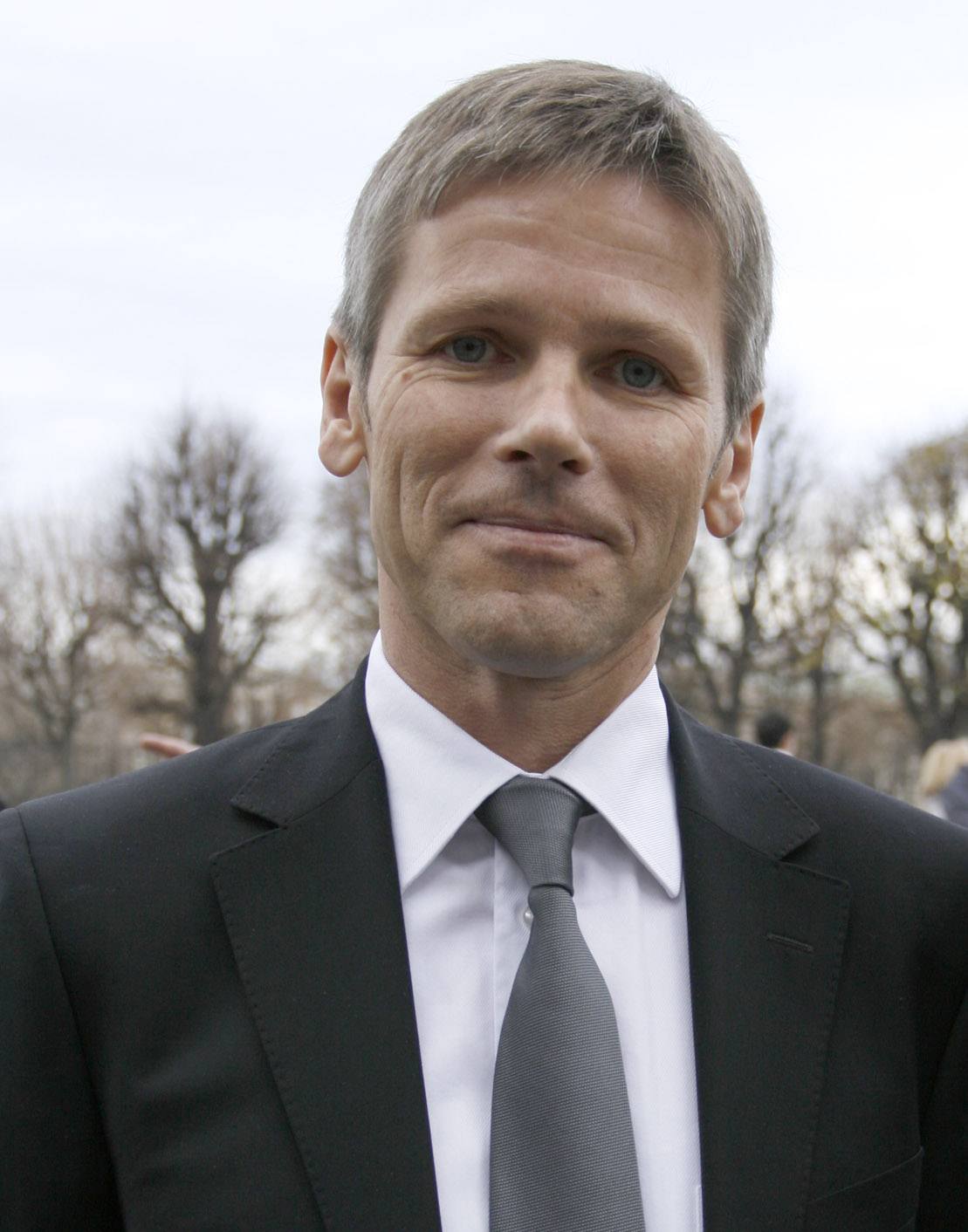
Josef Ostermayer (* 1961)

- Ostermayer, Max (1860–1942), deutscher Kaufmann, Ehrenbürger von Emmerich am Rhein
- Ostermayer, Walter (1897–1941), deutscher Bildhauer
- Ostermayr, Ottmar (1886–1958), deutscher Filmproduzent
- Ostermayr, Peter (1882–1967), deutscher Filmproduzent
- Ostermeier, Elisabeth (1913–2002), deutsche Politikerin (SPD), MdHB und Verfolgte des Naziregimes
- Ostermeier, Ernst (1890–1960), deutscher Radrennfahrer
- Ostermeier, Eugen (1885–1949), deutscher römisch-katholischer Ordensmann, Missionar und Märtyrer
- Ostermeier, Garnet, deutsche Eiskunstläuferin
- Ostermeier, Lena (* 1996), deutsche Fußballspielerin
- Ostermeier, Ludwig (1912–2006), deutscher Kommunal- und Landespolitiker (BP)
- Ostermeier, Martin (* 1970), deutscher Schauspieler, Sprecher und Performancekünstler
- Ostermeier, Selina (* 1999), deutsche Fußballspielerin
- Ostermeier, Thomas (* 1968), deutscher TheaterregisseurThomas Ostermeier (* 1968)

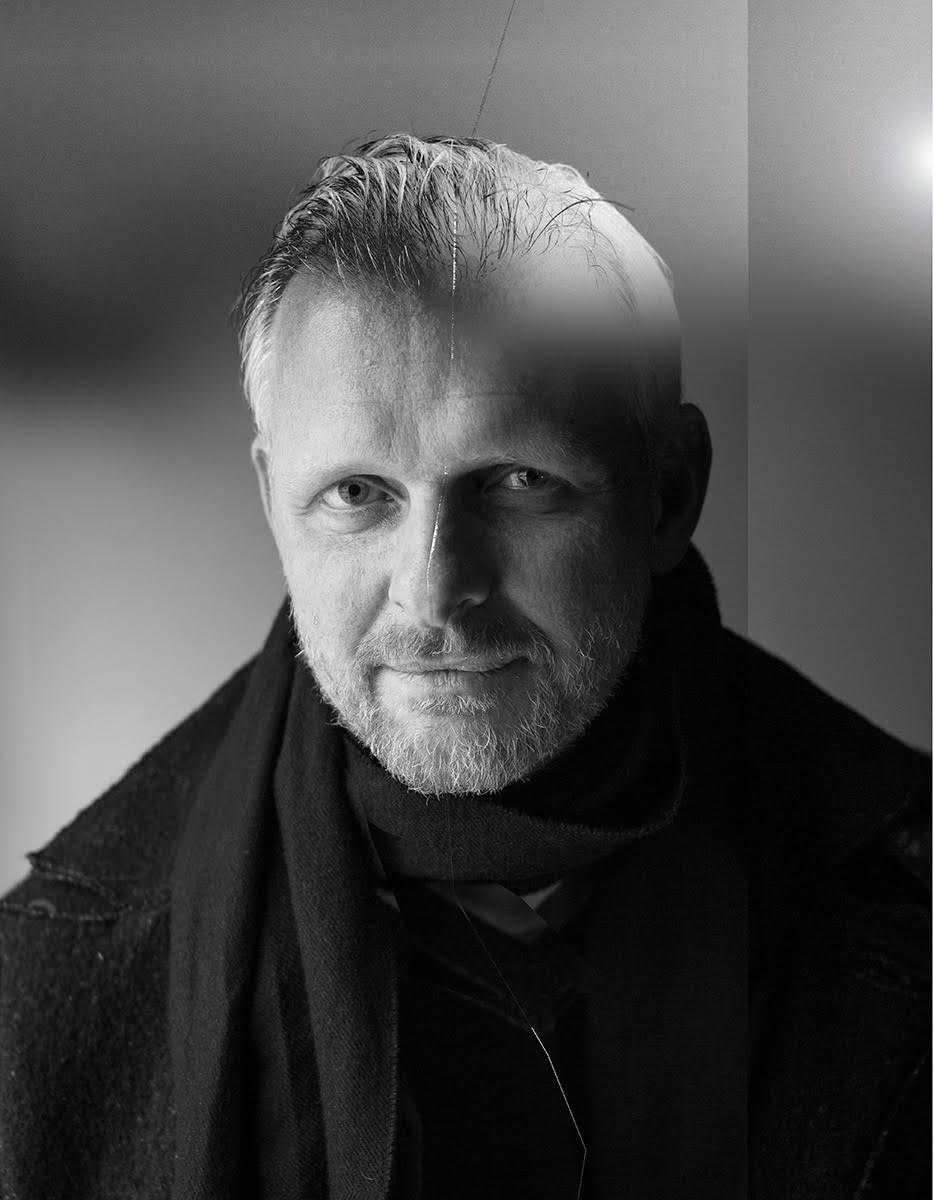
Thomas Ostermeier (* 1968)

- Ostermeier, Wilhelm (* 1929), deutscher Fußballspieler
- Ostermeyer, Friedrich Richard (1884–1963), deutscher Architekt und Stadtplaner
- Ostermeyer, Helmut (1928–1984), deutscher Amtsrichter und Sachbuchautor
- Ostermeyer, Kilasu (* 1997), thailändisch-deutsche Badmintonspielerin
- Ostermeyer, Micheline (1922–2001), französische Leichtathletin und Pianistin
- Ostermeyer, Peter (* 1943), deutscher Schachmeister
- Ostermeyer, Wilhelm (1918–1996), deutscher Maler
- Ostermoor, Engelhard (1865–1931), Theologe und Gemeindegründer des Bundes Freier evangelischer Gemeinden
- Ostermünchner, Carl (1813–1868), deutscher Bierbrauer und Politiker

##### Ostern
- Ostern, Hermann (1883–1944), deutscher Klassischer Philologe und Gymnasialdirektor

##### Ostero
- Österöd, Frau von, Skelettfund
- Osterode, Kathrin (* 1982), deutsche Schauspielerin
- Osteroth, Alexander (* 1950), deutscher Schauspieler

##### Osterr
- Osterrath, Ernst (1851–1925), Landrat
- Osterrath, Frédéric (1882–1960), belgischer Ordensgeistlicher
- Osterrath, Hans-Joachim (1915–2000), deutscher Unternehmer und Landrat des Kreises Wittgenstein
- Osterrath, Heinrich Philipp (1805–1880), Beamter und Parlamentarier
- Österreich, Andreas von (1558–1600), Kardinal, Bischof von Konstanz und Brixen
- Österreich, Georg (1664–1735), deutscher Komponist
- Österreich, Johann Wilhelm (1800–1880), braunschweigischer Beamter und Politiker
- Österreich, Rosa von (1906–1983), österreichische Erzherzogin
- Österreich, Tina (* 1944), deutsche Schriftstellerin
- Österreich-Teschen, Albrecht II. von (1897–1955), Großgrundbesitzer, Politiker und Mitglied des Ungarischen Oberhauses
- Österreich-Teschen, Maria Alice von (1893–1962), Erzherzogin aus dem Hause Habsburg-Lothringen
- Österreich-Teschen, Maria Anna von (1882–1940), österreichische Erzherzogin
- Österreich-Teschen, Maria Henriette von (1883–1956), Erzherzogin von Österreich-Teschen
- Österreich-Teschen, Mathilde von (1849–1867), österreichische Adlige
- Österreich-Toskana, Clemens Salvator von (1904–1974), österreichischer Erzherzog
- Österreich-Toskana, Elisabeth Franziska von (1892–1930), österreichische Adlige; Erzherzogin von Österreich-ToskanaElisabeth Franziska von Österreich-Toskana (1892–1930)

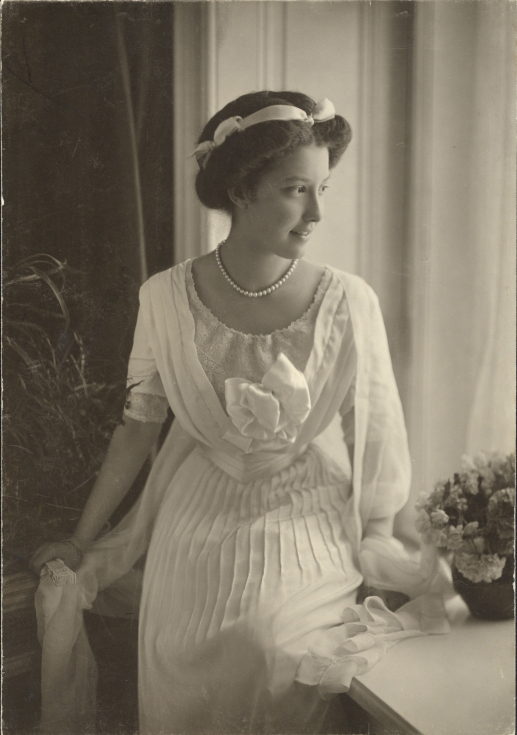
Elisabeth Franziska von Österreich-Toskana (1892–1930)

- Österreich-Toskana, Franz Josef von (1905–1975), österreichischer Adeliger, Sohn von Erzherzog Leopold Salvator
- Österreich-Toskana, Gertrud von (1900–1962), Erzherzogin von Österreich (bis 1918)
- Österreich-Toskana, Leopold von (1897–1958), österreichischer Erzherzog, Prinz von Ungarn und Prinz von Toskana
- Österreich-Toskana, Ludwig Salvator von (1847–1915), Sohn des regierenden Großherzogs der Toskana, Leopold II.
- Österreich-Toskana, Luise von (1870–1947), Erzherzogin von Österreich, durch Heirat Kronprinzessin von SachsenLuise von Österreich-Toskana (1870–1947)

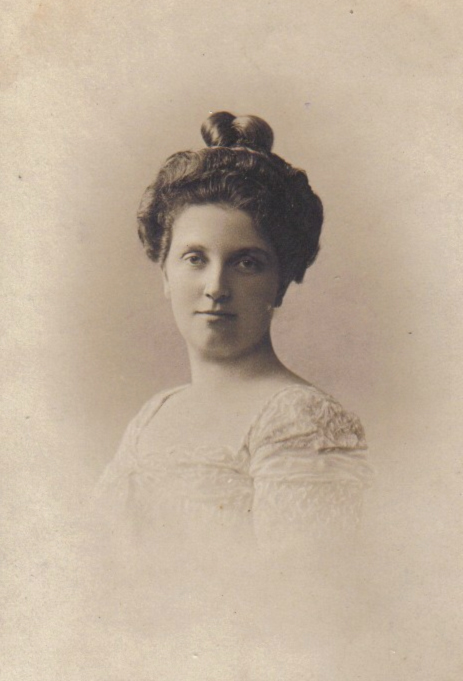
Luise von Österreich-Toskana (1870–1947)

- Österreich-Toskana, Maria Isabella von (1834–1901), Erzherzogin von Österreich und Prinzessin von Toskana
- Österreich-Toskana, Maria Luisa von (1845–1917), Erzherzogin von Österreich, Prinzessin von Toskana
- Österreicher, Georg (1563–1621), Kantor in Windsheim
- Österreicher, Helmut (* 1956), österreichischer Koch und Gastronom
- Österreicher, Karl (1918–2000), österreichischer Generalmajor und Militärattaché
- Österreicher, Karl (1923–1995), österreichischer Dirigent und Musikpädagoge
- Österreicher, Marijan (* 2006), österreichischer Fußballspieler
- Österreicher, Mavie (* 2002), österreichische Tennisspielerin
- Österreicher, Rudolf (1881–1966), österreichischer Schriftsteller
- Österreicher, Theodor (1949–2018), österreichischer Jurist
- Österreichischer Bibelübersetzer, mittelhochdeutscher Bibelübersetzer
- Osterried, Franz (1808–1863), deutscher Maler
- Osterrieder, Franz Xaver (1869–1949), bayerischer Schriftsteller
- Osterrieder, Sebastian (1864–1932), deutscher Bildhauer
- Osterrieth, Albert (1865–1926), deutscher Rechtswissenschaftler und Publizist
- Osterrieth, August (1808–1868), deutscher Verleger, Frankfurter Politiker
- Osterrieth, Johann Daniel (1768–1839), Architekt des Klassizismus, Berner Stadtbaumeister
- Osterrieth, Marie Pascale (* 1956), belgische Filmproduzentin
- Osterrieth, Paul Alexander (1916–1980), belgischer Neuropsychologe
- Osterrieth, Samuel Friedrich (1763–1821), Frankfurter Kaufmann
- Osterrieth, Willy (1908–1931), belgischer Degenfechter
- Osterritter, André (1906–1957), deutscher Maler, Grafiker und Karikaturist
- Osterritter, Maximilian (1955–1999), deutscher Kabarettist, Autor, Musiker, Maler und Schauspieler
- Osterroht, Ernst (* 1858), preußischer Verwaltungsjurist, Landrat des Landkreises Grimmen
- Osterroth, Artur von (1884–1953), deutscher Rennrodler
- Osterroth, Franz (1900–1986), deutscher Widerstandskämpfer, Politiker (SPD) und Autor
- Osterroth, Friedrich Wilhelm (1815–1884), deutscher Kaufmann und Kommunalpolitiker
- Osterroth, Jack (1902–1981), deutscher Maler
- Osterroth, Nikolaus (1875–1933), deutscher Politiker (SPD), Mitglied der Nationalversammlung 1919 und Mitglied des Preußischen Landtags (1921–1933)

##### Osters
- Ostersetzer, Carl (1865–1914), österreichischer Genremaler

##### Ostert
- Ostertag, Adolf (* 1939), deutscher Politiker (SPD) und ehemaliger Abgeordneter des Deutschen Bundestages
- Ostertag, Albert (1810–1871), deutscher lutherischer Theologe und Geistlicher
- Ostertag, Benno (1892–1956), deutscher Rechtsanwalt und Notar
- Ostertag, Berthold (1895–1975), deutscher Pathologe und Hochschullehrer
- Ostertag, Bob (* 1957), amerikanischer Musiker und Klangkünstler
- Ostertag, Christian (* 1963), deutscher Violinist
- Ostertag, Florian (* 1980), deutscher Singer-Songwriter
- Ostertag, Georg Adam (1675–1743), Scharfrichter und Wasenmeister
- Ostertag, Greg (* 1973), US-amerikanischer Basketballspieler
- Ostertag, Harold C. (1896–1985), US-amerikanischer Politiker
- Ostertag, Heiger (* 1953), deutscher Offizier, Historiker, Lehrer und Schriftsteller
- Ostertag, Johann Friedrich (1803–1885), deutscher Pfarrer und Schriftsteller
- Ostertag, Johann Philipp (1734–1801), deutscher evangelischer Theologe, Pädagoge, Philologe und Mathematiker
- Ostertag, Julia (* 1970), deutsche Filmregisseurin und Filmproduzentin
- Ostertag, Klemens (1922–2022), deutscher Fußballspieler
- Ostertag, Marcel (* 1979), deutscher Modedesigner
- Ostertag, Marie-Eve (1738–1812), Oberin des Spitals Pruntrut
- Ostertag, Martin (* 1943), deutscher Cellist und Musikpädagoge
- Ostertag, Paul (1864–1938), Schweizer Maschinenbauingenieur
- Ostertag, Reinhart (1913–1994), deutscher Marineoffizier
- Ostertag, Robert von (1864–1940), deutscher Veterinär
- Ostertag, Roland (1869–1916), preußischer Offizier und Militärattaché
- Ostertag, Roland (1931–2018), deutscher Architekt und Hochschullehrer
- Ostertag, Sara (* 1985), österreichische Regisseurin
- Ostertag, Sébastien (* 1979), französischer Handballspieler
- Ostertag, Valentin, deutscher Jurist
- Ostertag, Wolfram (1937–2010), deutscher Genetiker und Hochschullehrer
- Ostertag-Siegle, Carl von (1860–1924), deutscher Unternehmer in Stuttgart
- Osterthun, Ricki (* 1964), deutscher Tennisspieler
- Ostertschnig, Josef (1896–1988), österreichischer Politiker und Landtagsabgeordneter

##### Osteru
- Østerud, Anne (* 1964), norwegische Filmeditorin

##### Osterv
- Ostervald, Frédéric Samuel (1713–1795), Schweizer Verleger, Autor, Politiker
- Ostervald, Jean Frédéric (1663–1747), schweizerischer reformierter Theologe
- Ostervald, Jean-Frédéric d’ (1773–1850), Schweizer Kartograph und Generalkommissär
- Östervall, Lovisa (* 1997), schwedische Leichtathletin
- Østervold, Henrik (1878–1957), norwegischer Segler
- Østervold, Jan (1876–1945), norwegischer Segler
- Østervold, Kristian (1885–1960), norwegischer Segler
- Østervold, Ole (1872–1936), norwegischer Segler

##### Osterw
- Osterwa, Juliusz (1885–1947), polnischer Theaterregisseur und Schauspieler
- Osterwald, Bibi (1918–2002), US-amerikanische Schauspielerin und Sängerin bei Bühne, Film und Fernsehen
- Osterwald, Cornelia (* 1975), deutsche Cembalistin und Dozentin für Alte Musik
- Osterwald, Georg (1803–1884), deutscher Zeichner, Maler, Lithograf und Hochschullehrer in Köln
- Osterwald, Gustav (1922–2011), deutscher HNO-Arzt und ärztlicher Standespolitiker
- Osterwald, Hans (1889–1967), deutscher Pädagoge und Biologe
- Osterwald, Hazy (1922–2012), Schweizer Schlagersänger und Jazz-BandleaderHazy Osterwald (1922–2012)

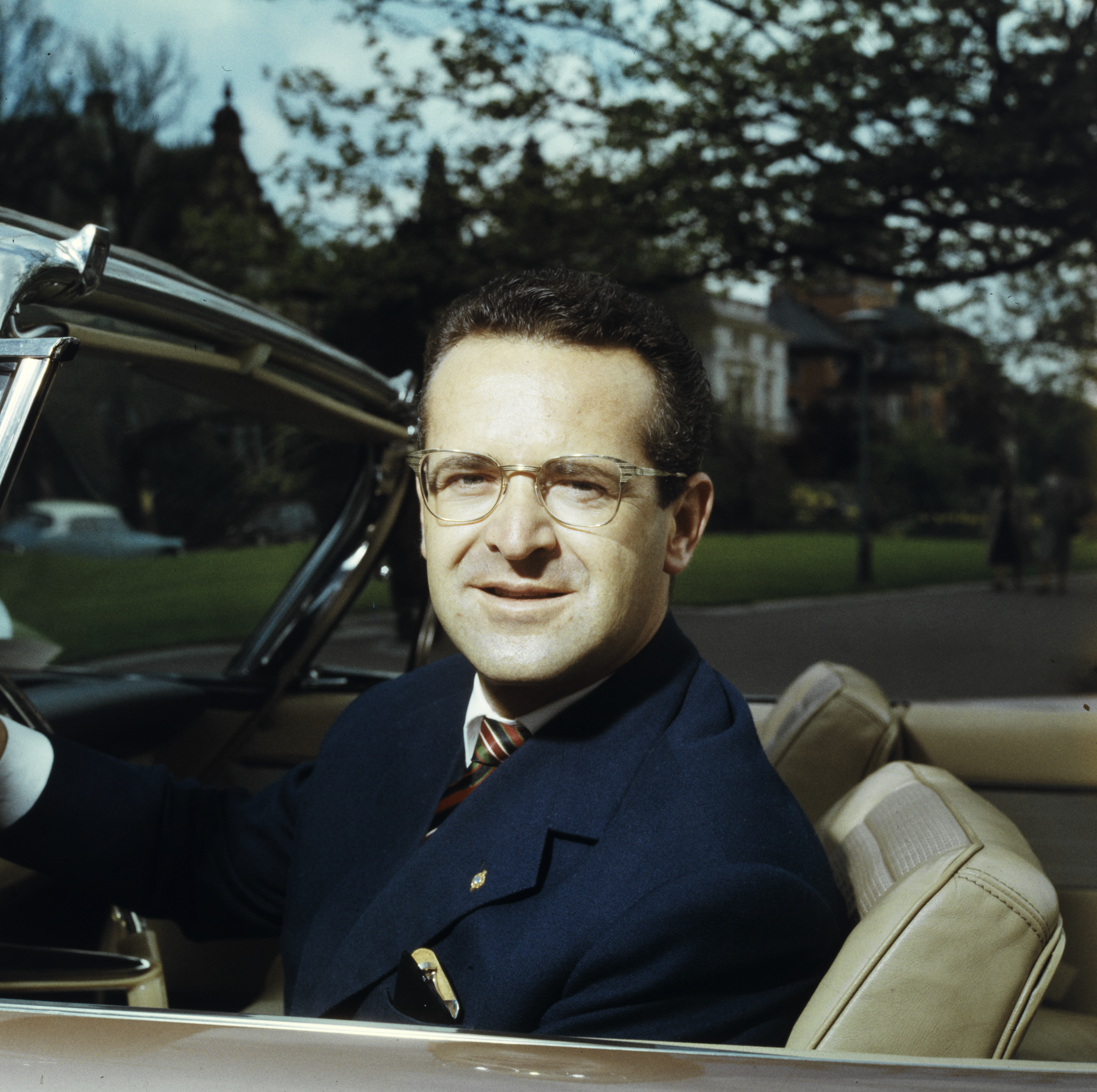
Hazy Osterwald (1922–2012)

- Osterwald, Karl Wilhelm (1820–1887), deutscher Pädagoge und Autor
- Osterwald, Otto (1887–1967), deutscher Landwirt und Politiker (Zentrum), MdL
- Osterwald, Peter von (1718–1778), deutscher römisch-katholischer Theologe und Staatsmann
- Osterwald, Rolf (1923–2020), deutscher Pädagoge, Chemiedidaktiker und Lehrbuch-Autor
- Osterwalder, Konrad (* 1942), Schweizer Physiker und Mathematiker
- Osterwalder, Markus (* 1947), Schweizer Autor
- Osterwalder, Pascale (* 1979), Schweizer Illustratorin, Animationskünstlerin und Visuelle Gestalterin
- Osterwalder, René (1954–2025), Schweizer Sexualstraftäter
- Osterwalder, Rolf (* 1954), Schweizer Fussballspieler
- Osterwalder, Walter (1934–2016), Schweizer Ruderer
- Osterwind, Heinz (1905–1988), deutscher Bankmanager
- Osterwold, Margrit (* 1944), deutsche Verlegerin und Hörbuchregisseurin
- Osterwold, Matthias (* 1950), deutscher Kulturmanager
- Osterwold, Tilman (1943–2021), deutscher Kunsthistoriker und Hochschullehrer

### Ostf
- Ostfeld, Henry, deutscher Berufsschul-Lehrer, Maler, Schulbuch-Autor, Grafiker, Zeichner, Illustrator und Fotograf
- Ostfeld, Hermann (1912–1996), deutscher Rabbiner sowie Kriminologe, Psychotherapeut und Justizbeamter in Israel
- Ostfelden, Maria von (1896–1971), Schauspielerin und Theaterleiterin
- Ostfriesland, Agnes von (1584–1616), ostfriesische Gräfin
- Ostfriesland, Christine Luise von (1710–1732), Gräfin von Wied-Runkel
- Ostfriesland, Elisabeth von (* 1531), ostfriesische Prinzessin, Gräfin von Holstein-Schauenburg
- Ostfriesland, Heba von, ostfriesische Prinzessin, Gräfin von Holstein-Pinneberg
- Ostfriesland, Margarethe von (1500–1537), ostfriesische Prinzessin, Gräfin von Waldeck-Wildungen
- Ostfriesland, Marie Charlotte von (1689–1761), ostfriesische Prinzessin, Gräfin von Kriechingen

### Ostg
- Østgaard, Nikolai Ramm (1885–1958), norwegischer Fußballspieler und Sportfunktionär
- Østgård, Ingeborg (* 2003), norwegische Mittelstreckenläuferin

### Osth
- Östh, Glenn (* 1956), schwedischer Tischtennistrainer
- Østhassel, Terje Dag (* 1950), norwegischer Badmintonspieler
- Osthaus, Edmund (1858–1928), deutsch-amerikanischer Genre-, Landschafts- und Tiermaler sowie Illustrator der Düsseldorfer Schule
- Osthaus, Gertrud (1880–1975), deutsche Sammlerin, Mäzenin, Mit-Begründerin des Folkwang-Museums und Demeter-Landwirtin
- Osthaus, Godehard Joseph (1768–1835), Bischof von Hildesheim
- Osthaus, Karl Ernst (1874–1921), deutscher Kunstmäzen und KunstsammlerKarl Ernst Osthaus (1874–1921)

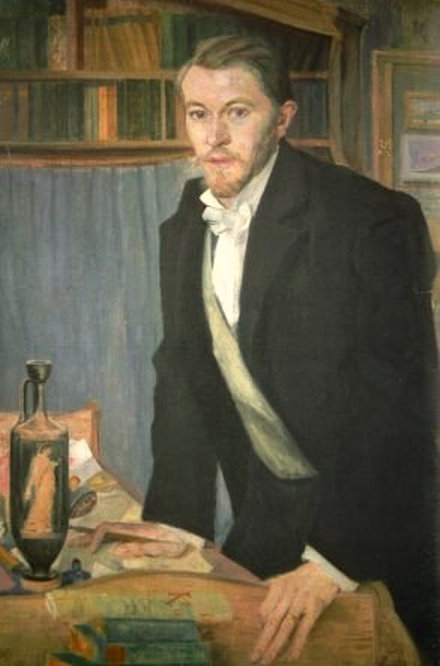
Karl Ernst Osthaus (1874–1921)

- Osthaus, Manfred (1933–2012), deutscher Architekt, Stadtplaner und Bremer Staatsrat
- Ostheeren, Klaus (1933–2019), deutscher Anglist
- Ostheim, Hermann (1834–1884), Mitglied des Kurhessischen Kommunallandtages
- Ostheimer, Heinz (1931–2023), deutscher Kunstturner
- Ostheimer, Jochen (* 1975), deutscher Theologe und Hochschullehrer
- Ostheimer, Michael (1875–1955), deutscher römisch-katholischer Geistlicher
- Ostheimer, Nicolas (* 2005), österreichischer Trialfahrer
- Osthelder, Ludwig (1877–1954), bayerischer Jurist und Verwaltungsbeamter
- Osthoff, Georg (1844–1898), deutscher Architekt und Baubeamter
- Osthoff, Gioia (* 1990), deutsche Schauspielerin und Synchronsprecherin
- Osthoff, Hans-Werner (1911–2006), deutscher Jurist
- Osthoff, Helmuth (1896–1983), deutscher Musikwissenschaftler
- Osthoff, Hermann (1847–1909), deutscher Linguist
- Osthoff, Hermann (1876–1956), deutscher Jurist, Eisenbahndirektor und Ministerialbeamter
- Osthoff, Hermann (1879–1918), deutscher Landschafts- und Tiermaler
- Osthoff, Markus (* 1968), deutscher Fußballspieler
- Osthoff, Oscar (1883–1950), US-amerikanischer Gewichtheber
- Osthoff, Otto (1906–1957), deutscher Schauspieler und Regisseur
- Osthoff, Susanne (* 1962), deutsche Archäologin und Gesundheitsberaterin
- Osthoff, Wolfgang (1927–2008), deutscher Musikwissenschaftler und Hochschullehrer, Professor für historische Musikwissenschaft
- Osthold, Paul (1894–1978), deutscher Staatswissenschaftler
- Ostholt, Andreas (* 1978), deutscher Vielseitigkeitsreiter
- Ostholt, Frank (* 1975), deutscher Vielseitigkeitsreiter
- Ostholt, Karyn von (* 1938), deutsche Schauspielerin, Synchronsprecherin, Autorin und KünstlerinKaryn von Ostholt (* 1938)

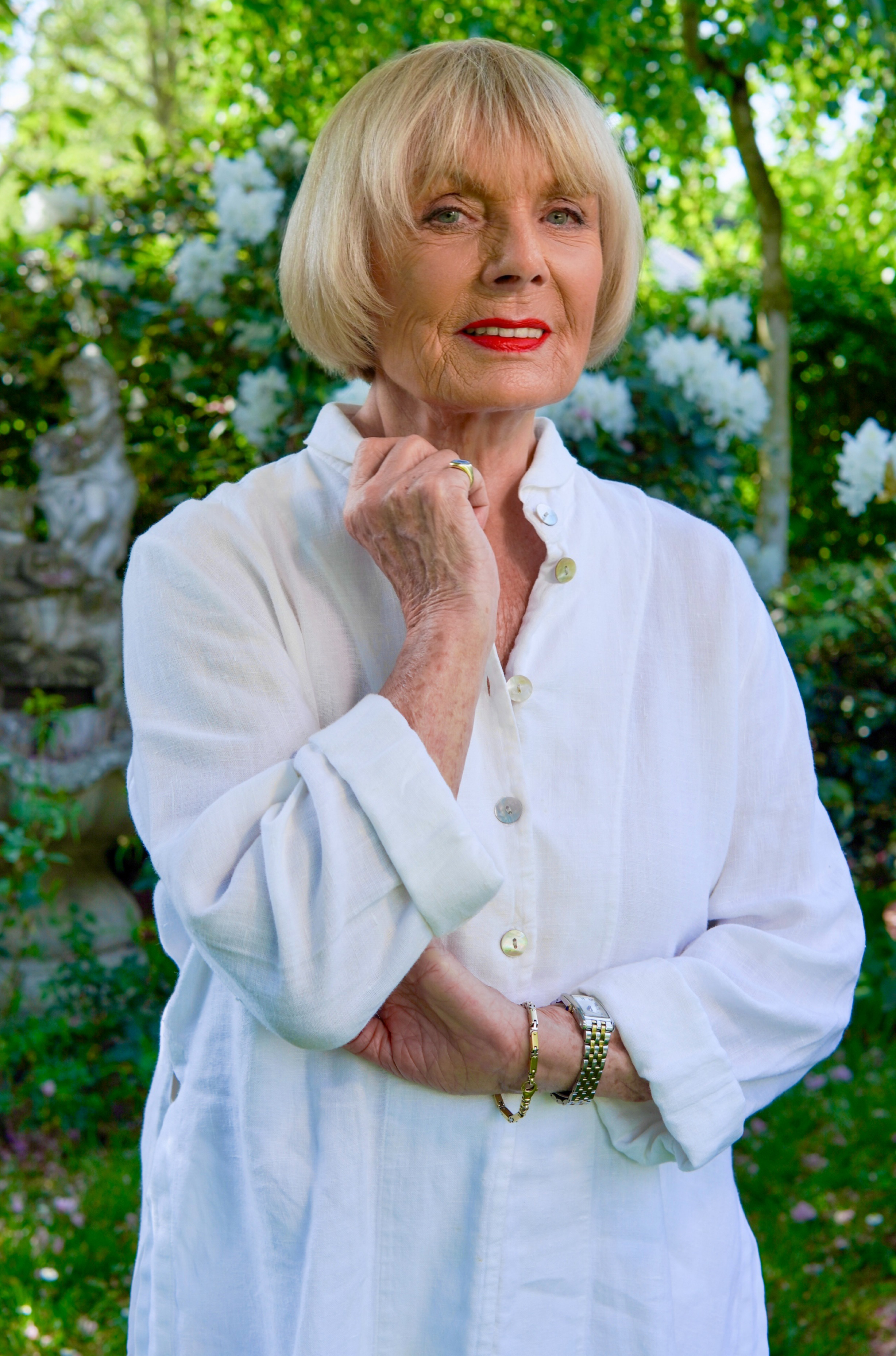
Karyn von Ostholt (* 1938)

- Ostholthoff, Karl-Heinz (1935–2025), deutscher Volkswirtschaftler und Hochschullehrer
- Osthorst, Winfried, deutscher Sozialwissenschaftler und Hochschullehrer
- Osthövener, Claus-Dieter (* 1959), deutscher Theologe (evangelisch)
- Osthryth († 697), Königin von Mercia
- Osthues, Isabel, deutsche Theaterregisseurin
- Osthus, Deryk (* 1974), britischer Mathematiker
- Osthus, Dietmar (* 1969), deutscher Romanist
- Osthus, Philipp (* 1975), deutscher Regisseur und Drehbuchautor
- Osthusen, Henning († 1530), deutscher Jurist, Ratssekretär der Hansestadt Lübeck und Lübecker Domherr
- Osthusen, Johannes († 1506), deutscher Jurist, Syndicus der Hansestadt Lübeck und Domherr am Lübecker Dom

### Osti
- Osti Guerrazzi, Amedeo (* 1967), italienischer Historiker
- Østigård, Leo (* 1999), norwegischer Fußballspieler
- Ostin, Mo (1927–2022), US-amerikanischer Musikproduzent, Leiter von Warner Bros. Records
- Ostinelli, Paolo (* 1968), Schweizer Historiker und Archivar
- Ostini, Fritz von (1861–1927), deutscher Redakteur, Schriftsteller, Humorist und Lyriker
- Ostini, Pietro (1775–1849), italienischer Geistlicher, Kurienkardinal

### Ostl
- Ostl, Hans († 1998), deutscher Journalist
- Ostleitner, Elena (1947–2021), österreichische Musiksoziologin, Hochschullehrerin, Pianistin und Verlegerin
- Ostler, Andreas (1921–1988), deutscher Bobfahrer
- Ostler, Beni (1944–2000), deutscher Volksmusiker und Ensembleleiter
- Ostler, Fritz (1907–1999), deutscher Jurist
- Ostler, Kaspar (1880–1958), deutscher Kommunalpolitiker
- Ostler, Rosina (* 1992), deutsche Köchin
- Ostlere, Rob, britischer Schauspieler
- Østli, Lars Løkken (* 1986), norwegischer Eishockeyspieler
- Østlien, Espen (* 1982), norwegischer Skilangläufer
- Östling, Gustav (1914–1989), schwedischer Marathonläufer
- Östling, Leif (* 1945), schwedischer Manager, Vorstandsvorsitzender von Scania
- Östling, Maria (* 1978), schwedische Schwimmerin
- Östlund, Agda (1870–1942), schwedische Politikerin und Frauenrechtlerin
- Östlund, Alexander (* 1978), schwedischer Fußballspieler
- Östlund, Cecilia (* 1988), schwedische Curlerin
- Östlund, Erik (* 1962), schwedischer Skilangläufer
- Östlund, Fanny (* 1997), schwedische Tennisspielerin
- Östlund, Jan (1919–1982), schwedischer Fußballspieler
- Ostlund, Kurt (* 1992), kanadischer Schauspieler
- Östlund, Lars (1921–2012), schwedischer Bauingenieur
- Ostlund, Lori (* 1965), amerikanische Schriftstellerin
- Östlund, Madeleine (* 1992), schwedische Handballspielerin
- Östlund, Marie-Helene (* 1966), schwedische Skilangläuferin
- Østlund, Peder (1872–1939), norwegischer Eisschnellläufer
- Östlund, Ruben (* 1974), schwedischer Filmregisseur und DrehbuchautorRuben Östlund (* 1974)

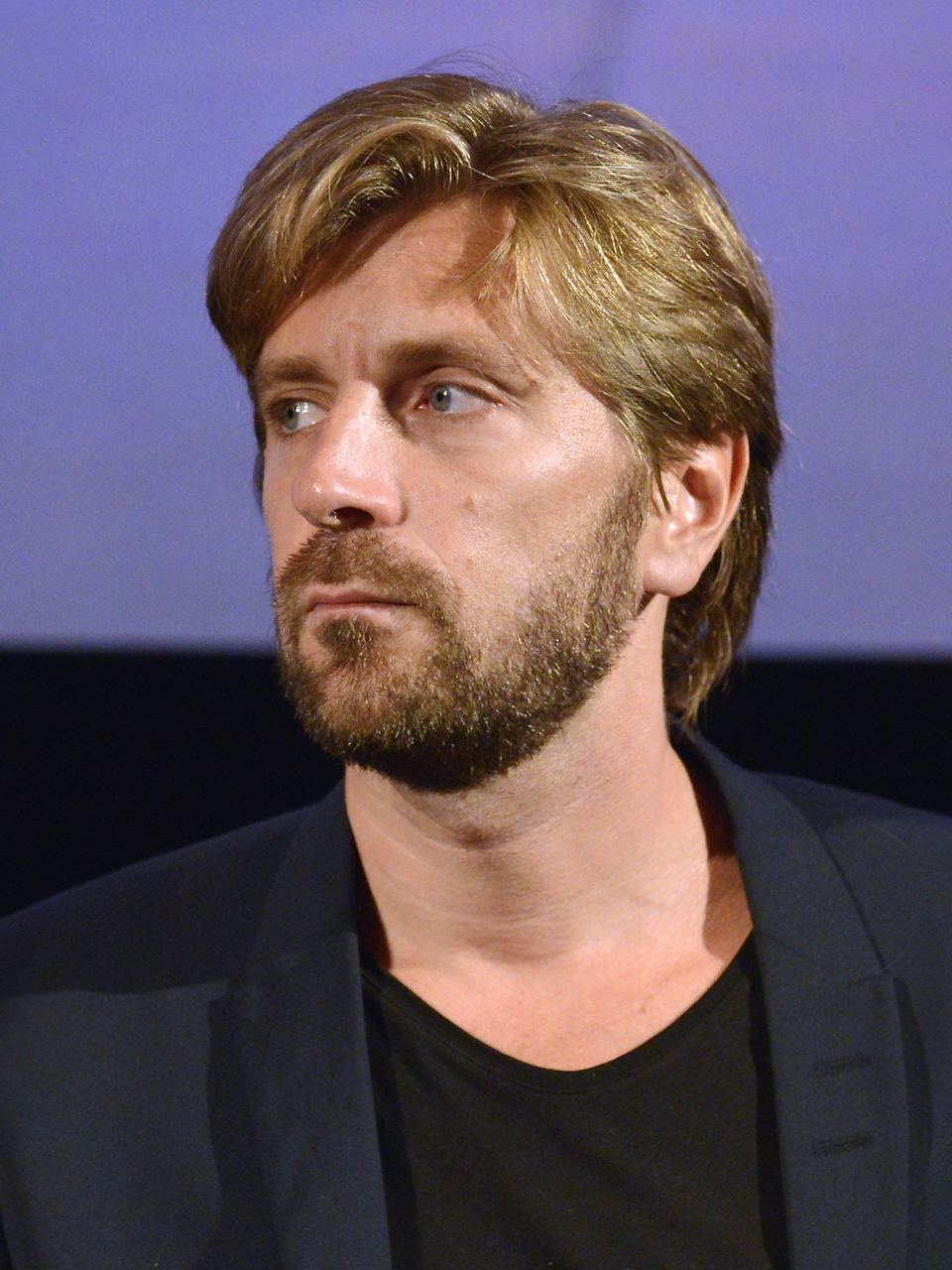
Ruben Östlund (* 1974)

- Östlund, Thomas (* 1965), schwedischer Eishockeyspieler
- Östlund, Viktor (* 1992), schwedischer Handballspieler
- Östlundh, Håkan (* 1962), schwedischer Schriftsteller, Drehbuchautor und Journalist

### Ostm
- Ostman von der Leye, Clemens August (1861–1933), deutscher Landrat
- Ostman von der Leye, Florenz Conrad (1766–1831), Mitglied der Reichsstände im Königreich Westphalen
- Ostman von der Leye, Wilderich Freiherr (1923–1990), deutscher Politiker (SPD), MdB
- Östman, Arnold (1939–2023), schwedischer Dirigent und Musikmanager
- Östman, Bror (1928–1992), schwedischer Skispringer
- Östman, Mats (* 1946), schwedischer Skispringer
- Östman, Peter (* 1961), finnischer Politiker (KD)
- Ostmann, Bernd (* 1951), deutscher Motorjournalist und Chefredakteur der auto motor und sport (1994–2012)
- Ostmann, Hans-Heinrich (1913–1959), deutscher Mathematiker
- Ostmeier, Barbara (* 1961), deutsche Politikerin (CDU), MdL
- Ostmeyer, Fritz (1915–1994), deutscher Politiker (CDU), MdL
- Ostmeyer, Karl-Heinrich (* 1967), deutscher evangelischer Theologe und Hochschullehrer
- Østmo, Ole (1866–1923), norwegischer Sportschütze

### Ostn
- Ostner, Adolf (1830–1905), deutscher Verwaltungsbeamter und -richter
- Ostner, Heinz (* 1936), deutscher Fußballspieler
- Ostner, Ilona (* 1947), deutsche Soziologin und Sozialpolitikerin

### Osto
- Ostoja, Tomislav (* 1931), kroatischer Bildhauer und Maler
- Ostoja-Chrostowski, Stanisław (1900–1947), polnischer Gebrauchsgrafiker und Holzschneider sowie Kunstpädagoge
- Ostojić, Miloš (* 1991), serbischer Fußballspieler
- Ostojić, Predrag (1938–1996), jugoslawischer Schachmeister
- Ostojić, Tanja (* 1972), serbische Künstlerin
- Ostojich, Esteban (* 1982), uruguayischer Fußballschiedsrichter
- Ostolaza, Santiago (* 1962), uruguayischer Fußballspieler und -trainer
- Ostolaza, Usoa (* 1998), spanische Radrennfahrerin
- Ostolski, Adam (* 1978), polnischer Soziologe, Publizist und Politiker
- Ostorero, Martine, Schweizer Historikerin
- Ostorius Euhodianus, römischer Statthalter
- Ostorius Scapula, Marcus, römischer Suffektkonsul (99)
- Ostorius Scapula, Marcus († 66), römischer Senator
- Ostorius Scapula, Publius († 52), römischer Politiker und Statthalter
- Ostorius Scapula, Quintus, römischer Prätorianerpräfekt
- Ostorius Tranquillianus, Gaius, römischer Offizier (Kaiserzeit)
- Ostorodt, Christoph († 1611), Prediger und Vertreter des deutsch-polnischen Unitarismus
- Ostos, Enrique (* 1918), mexikanischer Fußballspieler
- Ostos, Luis (* 1992), peruanischer Leichtathlet
- Ostoslawski, Iwan Wassiljewitsch (1904–1972), russischer Aerodynamiker und Hochschullehrer

### Ostr
- Ostra, Alma (1886–1960), estnische Prosaistin und Journalistin
- Ostrák, Tomáš (* 2000), tschechischer Fußballspieler
- Östrand, Axel (1909–2005), schwedischer Skispringer
- Östrand, Per-Olof (1930–1980), schwedischer Schwimmer
- Ostrander, Elaine A., US-amerikanische Genetikerin
- Ostrander, John (* 1949), US-amerikanischer Comicautor
- Ostrander, William (* 1959), US-amerikanischer Schauspieler und Unternehmer
- Ostrčil, Otakar (1879–1935), tschechischer Komponist
- Östreicher, Emil (1915–1992), ungarischer Fußballfunktionär
- Östreicher, Karl (1931–1998), deutscher Landwirt und Politiker (CDU), MdL
- Östreicher, Siegfried (1919–2003), deutscher Architekt
- Ostrer, Isidore (1889–1975), deutscher Finanzier und Filmproduzent
- Ostrer, Maurice (1896–1975), britischer Filmfirmenmanager, Produktionschef und Filmproduzent
- Ostrezow, Kusma Iwanowitsch (1700–1781), russischer Schiffbauer
- Ostricek, Karl (1900–1930), österreichischer Fußballspieler
- Ostriker, Eve C. (* 1965), US-amerikanische Astrophysikerin
- Ostriker, Jeremiah P. (1937–2025), US-amerikanischer Astrophysiker
- Ostritz, Sven (* 1962), deutscher Prähistoriker
- Ostrog, Michael, Dieb, Betrüger und einer der Haupttatverdächtigen für die Morde, die Jack the Ripper zugeschrieben werden
- Ostrogorski, Moissei Jakowlewitsch (1854–1921), belarussischer Politikwissenschaftler
- Ostrogorski, Wladimir Michailowitsch (1924–2017), sowjetischer bzw. russischer Journalist und Publizist
- Ostrogorsky, Georg (1902–1976), jugoslawischer Byzantinist
- Ostrogotha, Anführer der Goten
- Ostrogotho, Königin der Burgunden
- Ostrogradski, Michail Wassiljewitsch (1801–1862), russisch-ukrainischer Mathematiker
- Ostrogska, Elżbieta (1539–1582), polnische Magnatin, Fürstin von Ostrog
- Ostrogski, Konstanty Wasyl († 1608), ruthenischer Magnat, Starost von Wolodymyr-Wolynskyj, Marschall von Wolhynien, Woiwode von Kiew
- Ostrom, Elinor (1933–2012), US-amerikanische Politologin und HochschullehrerinElinor Ostrom (1933–2012)

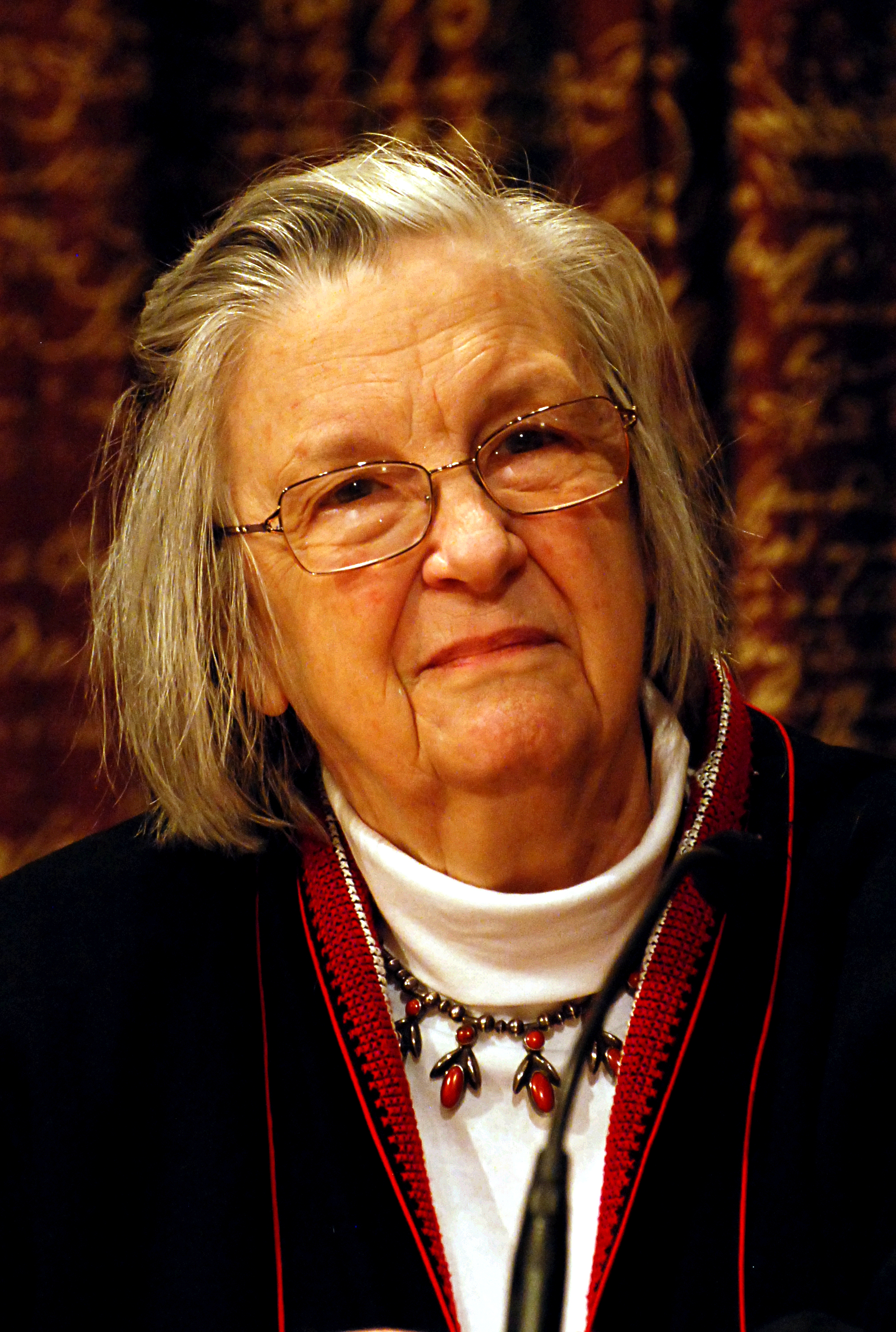
Elinor Ostrom (1933–2012)

- Ostrom, John (1928–2005), US-amerikanischer Paläontologe
- Öström, Magnus (* 1965), schwedischer Schlagzeuger
- Ostromęcki, Bogdan (1911–1979), polnischer Lyriker, Essayist und Übersetzer
- Ostromir, Statthalter von Nowgorod (1054–1056/57) und Auftraggeber des Ostromir-Evangeliums
- Ostromislenski, Iwan Iwanowitsch (1880–1939), russischer Chemiker
- Ostroot, Geraldine (1914–1996), US-amerikanische Politikerin
- Ostrop, Heinrich (1925–2015), deutscher Politiker (CDU), MdL
- Ostrop, Hermann (1888–1963), Dortmunder Oberbürgermeister und -stadtdirektor
- Ostropoler, Hersch, jüdischer Spaßmacher, Komiker und Narr
- Ostroróg, Jakub († 1568), polnischer Generalstarost von Großpolen, Reformator
- Ostroróg, Jan (1436–1501), Wojwode von Posen, politischer Schriftsteller und Berater polnischer Könige
- Ostroróg, Jan (1565–1622), Wojewode von Posen, Naturforscher
- Ostroróg, Mikołaj (1593–1651), Woiwode, Generalstarost von Großpolen, Abgeordneter, Sejmmarschall, Stolnik
- Ostroróg, Sędziwój († 1441), Woiwode von Posen, Starost von Brześć Kujawski und Generalstarost von Großpolen
- Ostroróg, Stanisław (1400–1477), polnischer Woiwode, Starost, Generalstarost von Großpolen
- Ostroróg, Stanisław (1519–1568), polnischer Kastellan, Generalstarost von Großpolen, Reformator
- Ostroróg, Stanislaw Julian (1836–1899), polnisch-englischer Fotograf
- Ostroróg, Stanisław Julian Ignacy (1863–1929), französischer Fotograf
- Ostroróg, Wacław († 1527), polnischer Kastellan
- Ostroschski, Konstantin Iwanowitsch († 1530), ruthenischer Fürst und Großhetman LitauensKonstantin Iwanowitsch Ostroschski († 1530)

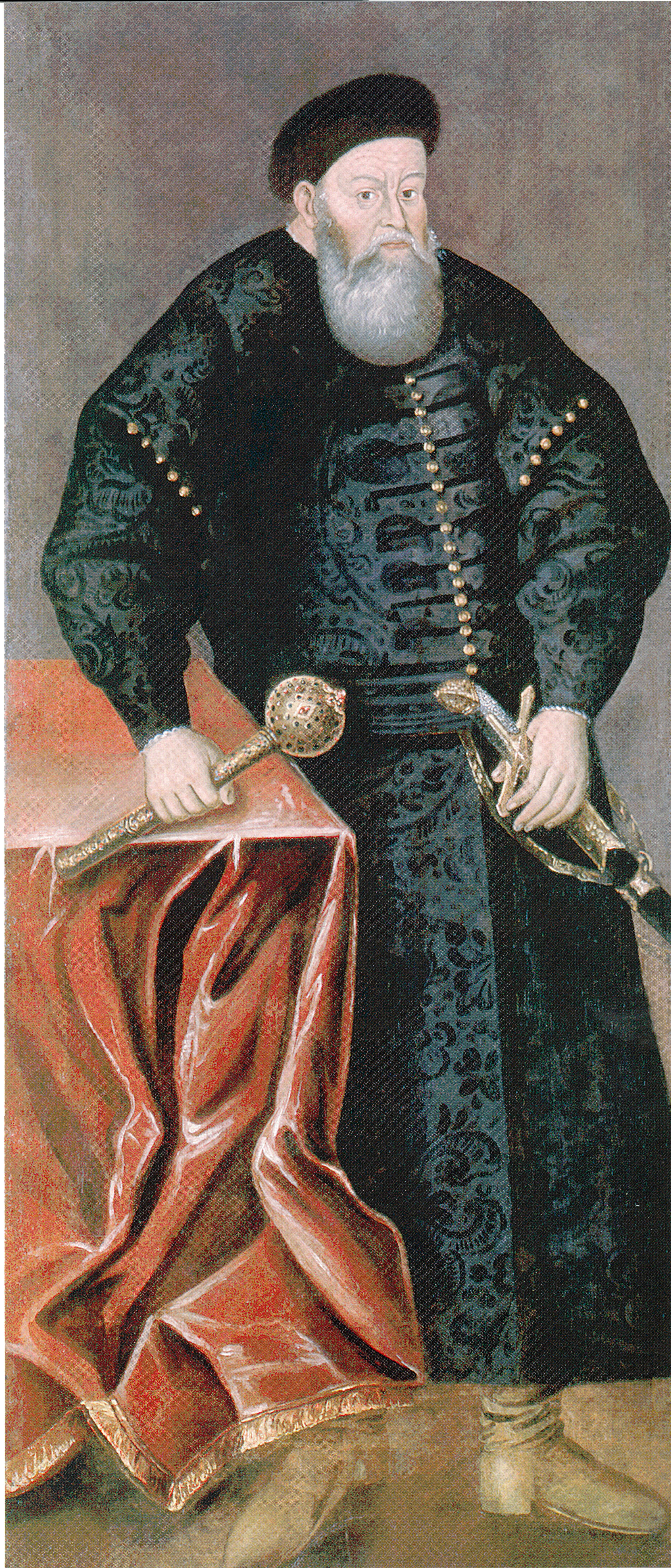
Konstantin Iwanowitsch Ostroschski († 1530)

- Ostroski, Mike (* 1975), US-amerikanischer Schauspieler
- Ostrouchow, Wiktor Wassiljewitsch (* 1955), sowjetisch-russischer KGB-Offizier
- Ostroumow, Alexei Alexandrowitsch (1858–1925), russischer Zoologe, Hydrobiologe und Hochschullehrer
- Ostroumow, Boris Andrejewitsch (1887–1979), russischer Physiker und Hochschullehrer
- Ostroumowa-Lebedewa, Anna Petrowna (1871–1955), russische Malerin
- Ostrouschko, Wladyslaw (* 1986), ukrainischer Handballspieler
- Ostrovska, Rita (* 1953), ukrainische Künstlerin
- Ostrovsky, Josh (* 1982), US-amerikanischer Internetcomedian
- Ostrovsky, Robert (1947–2006), deutscher Journalist und Autor
- Ostrovsky, Simon (* 1981), US-amerikanischer und israelischer Journalist
- Ostrovsky, Victor (* 1949), kanadisch-israelischer Mossad-Mitarbeiter, Autor
- Ostrovsky, Vivian (* 1945), US-amerikanische Experimentalfilmemacherin und Kuratorin
- Ostrower, Fayga (1920–2001), brasilianische Malerin und Grafikerin
- Ostrowska, Ilona (* 1974), polnische Schauspielerin
- Ostrowska, Joanna (* 1983), polnische Historikerin, Filmwissenschaftlerin und Dramaturgin
- Ostrowska-Kębłowska, Zofia (1931–2010), polnische Kunsthistorikerin und Hochschullehrerin
- Ostrowska-Królikowska, Małgorzata (* 1964), polnische Schauspielerin
- Ostrowski, Alexander Markowitsch (1893–1986), russisch-deutsch-schweizerischer Mathematiker
- Ostrowski, Alexander Nikolajewitsch (1823–1886), russischer DramatikerAlexander Nikolajewitsch Ostrowski (1823–1886)

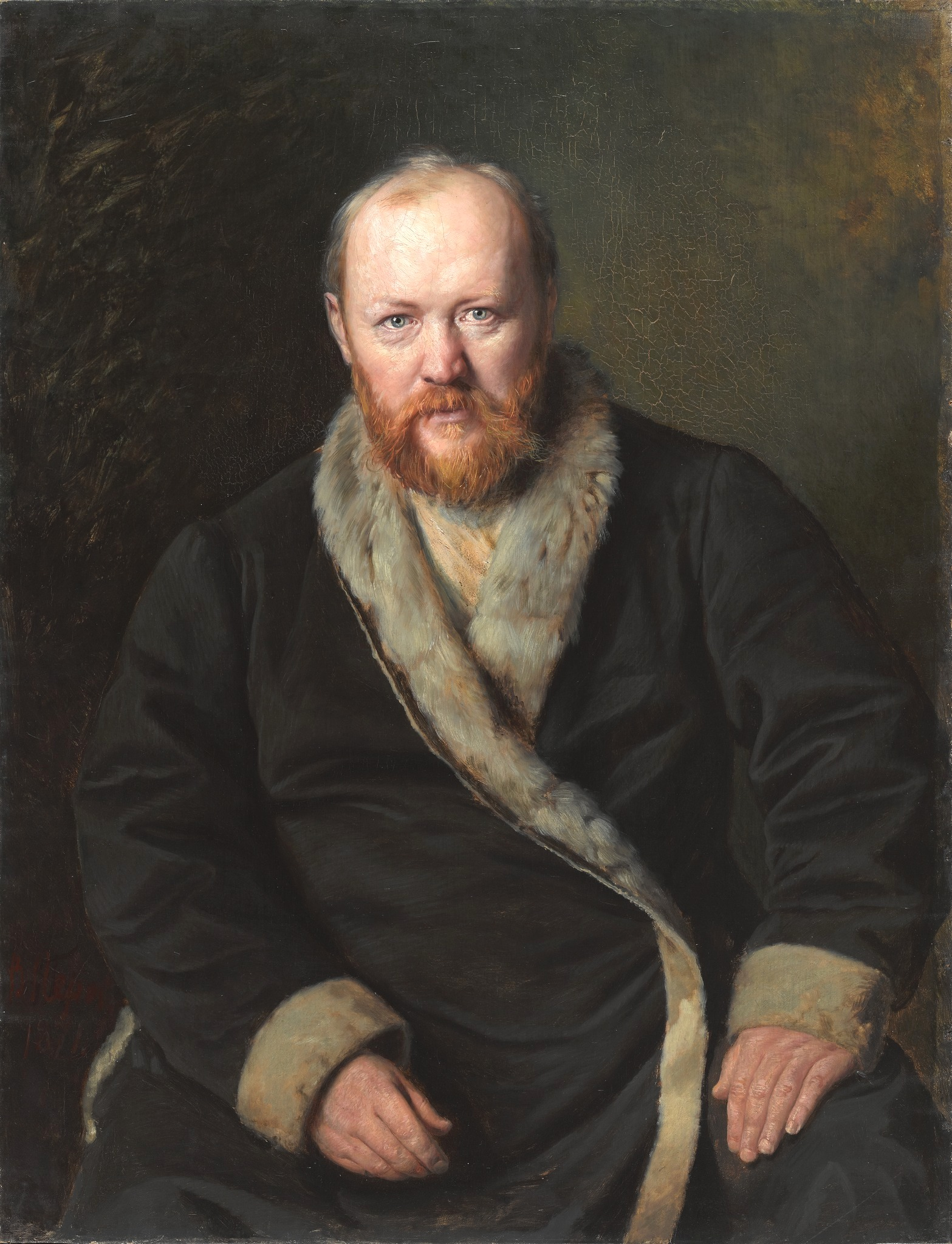
Alexander Nikolajewitsch Ostrowski (1823–1886)

- Ostrowski, Alexander Wladimirowitsch (* 1951), sowjetisch-russischer Bauingenieur
- Ostrowski, Arkadi Iljitsch (1914–1967), sowjetischer Komponist
- Ostrowski, Artur (* 1968), polnischer Politiker, Abgeordneter des Sejm
- Ostrowski, Christine (* 1945), sächsische Politikerin (SED/PDS/Die Linke), MdV, MdL, MdB
- Ostrowski, Filip (* 2001), polnischer Leichtathlet
- Ostrowski, Frank († 2011), deutscher Programmierer
- Ostrowski, Hartmut (* 1958), deutscher Manager, Vorstandsvorsitzender der arvato AG
- Ostrowski, Hermann von (1816–1896), preußischer Generalmajor und Kommandeur der 17. Infanterie-Brigade
- Ostrowski, Iossif Wladimirowitsch (1934–2020), ukrainischer Mathematiker
- Ostrowski, Jan (* 1999), luxemburgischer Fußballspieler
- Ostrowski, Janusz (* 1964), polnischer römisch-katholischer Geistlicher, Weihbischof in Ermland
- Ostrowski, Józef (1850–1923), polnischer Aristokrat, Großgrundbesitzer und Politiker
- Ostrowski, Kazimierz (1917–1999), polnischer Maler
- Ostrowski, Krzysztof (* 1982), polnischer Fußballspieler
- Ostrowski, Leonid (1936–2001), sowjetischer Fußballspieler
- Ostrowski, Marek (1959–2017), polnischer Fußballspieler
- Ostrowski, Michael (* 1973), österreichischer SchauspielerMichael Ostrowski (* 1973)

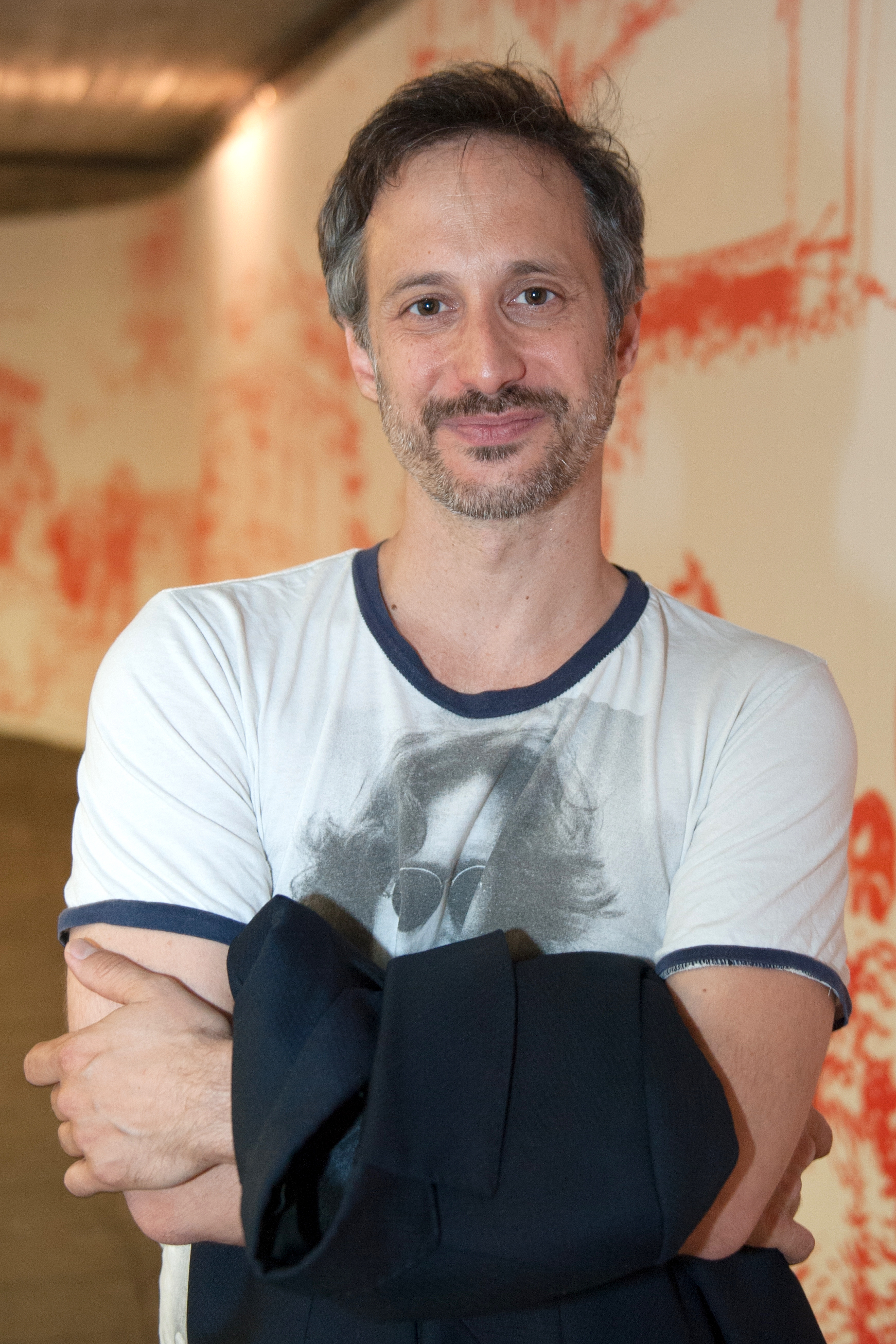
Michael Ostrowski (* 1973)

- Ostrowski, Nikolai Alexejewitsch (1904–1936), sowjetischer Schriftsteller und RevolutionärNikolai Alexejewitsch Ostrowski (1904–1936)

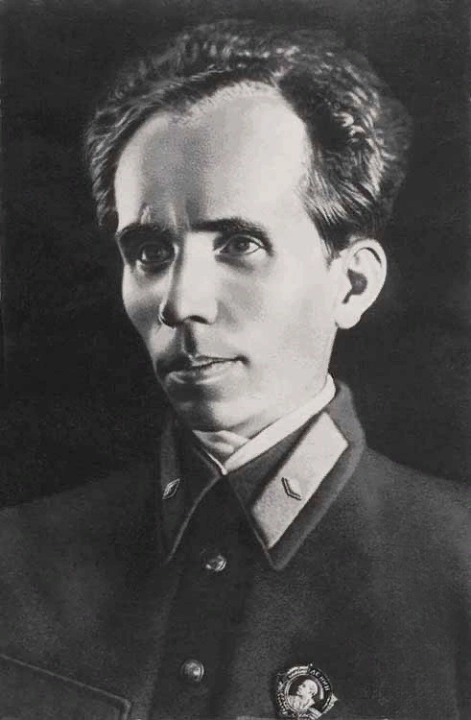
Nikolai Alexejewitsch Ostrowski (1904–1936)

- Ostrowski, Otto (1883–1963), deutscher Politiker (SPD) und Widerstandskämpfer gegen den Nationalsozialismus, Oberbürgermeister von Groß-Berlin
- Ostrowski, Ryszard (* 1961), polnischer Leichtathlet
- Ostrowski, Stanisław (1892–1982), polnischer Arzt, Offizier und Politiker
- Ostrowski, Stéphane (* 1962), französischer Basketballspieler
- Ostrowski, Tadeusz (1881–1941), polnischer Chirurg und Hochschullehrer
- Ostrowski, Władysław (* 1914), polnischer Kapo im KZ Bergen-Belsen
- Ostrowskich, Sergei Wladimirowitsch (* 1962), sowjetischer bzw. russischer Herpetologe
- Ostrowsky, Hartmut (* 1944), deutscher Regisseur
- Ostrowsky, Ido (* 1979), US-amerikanischer Filmproduzent
- Ostrum, Peter (* 1957), US-amerikanischer Schauspieler
- Ostry, Vincenz Ludwig (1897–1977), österreichischer Journalist
- Ostrzega, Abraham (1889–1942), polnischer Bildhauer
- Ostrzinski, Silas (* 2003), deutscher Fußballtorhüter
- Ostrzolek, Matthias (* 1990), deutscher Fußballspieler
- Ostrzyga, Michael (* 1975), deutscher Dirigent, Komponist und Pianist

### Ostv
- Østvang, Tollef (* 1985), norwegischer Jazz- und Improvisationsmusiker (Schlagzeug)
- Østvig, Karl Aagard (1889–1968), norwegischer Opernsänger (Tenor), Opernregisseur und Gesangspädagoge
- Østvik, Gry (* 1963), norwegische Biathletin
- Østvik, Lars Andreas (* 1977), norwegischer Nordischer Kombinierer
- Østvold, Benjamin (* 2001), norwegischer Skispringer
- Østvold, Sebastian (* 2002), norwegischer Nordischer Kombinierer

### Ostw
- Ostwald, David, US-amerikanischer Jazzmusiker (Tuba, Basssaxophon)
- Ostwald, Dietmar (* 1953), deutscher Schriftsteller
- Ostwald, Elia (* 1988), deutscher Eishockeyspieler
- Ostwald, Eugen (1851–1932), deutsch-baltischer Forstwissenschaftler in Riga
- Ostwald, Hans (1873–1940), deutscher Journalist, Erzähler und Kulturhistoriker
- Ostwald, Herbert (* 1960), deutscher Journalist und Dokumentarfilmer
- Ostwald, John Hans (1913–1973), österreichisch-amerikanischer Architekt
- Ostwald, Joseph (1879–1950), deutscher Architekt
- Ostwald, Klaus (* 1958), deutscher Skispringer
- Ostwald, Manuel (* 1993), deutscher Drehbuchautor und Dramatiker
- Ostwald, Martin (1922–2010), deutsch-amerikanischer Altphilologe
- Ostwald, Peter F. (1928–1996), deutsch-US-amerikanischer Psychiater
- Ostwald, Ray (* 1971), US-amerikanischer Dirigent, Komponist und Geiger
- Ostwald, Richard (1882–1951), deutscher Politiker (SPD)
- Ostwald, Ronny (* 1974), deutscher Sprinter
- Ostwald, Rosemarie (1915–1984), österreichisch-amerikanische Biochemikerin, Ernährungswissenschaftlerin und Hochschullehrerin
- Ostwald, Thomas (* 1949), deutscher Autor und Verleger
- Ostwald, Walter (1886–1958), deutsch-baltischer Chemiker und Wissenschaftsjournalist
- Ostwald, Wilhelm (1853–1932), deutsch-baltischer Chemiker und NobelpreisträgerWilhelm Ostwald (1853–1932)

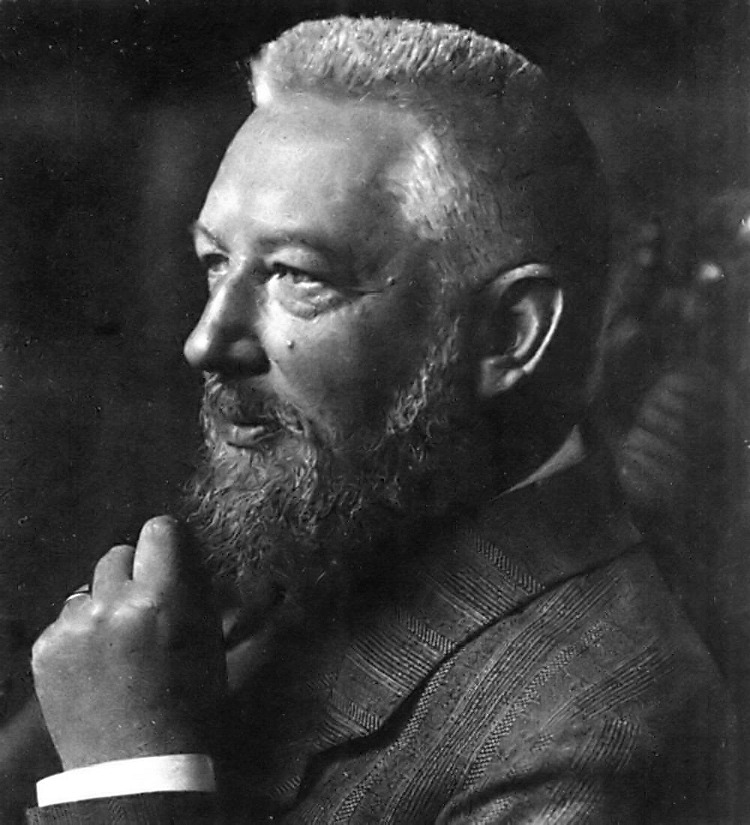
Wilhelm Ostwald (1853–1932)

- Ostwald, Wolfgang (1883–1943), deutscher Biologe, Physikochemiker und Hochschullehrer
- Ostwaldt, Lars (* 1973), deutscher Richter am Bundesgerichtshof
- Ostwaldt, Wera (1925–2016), deutsche Künstlerin
- Ostwalt, Moritz (1822–1908), deutscher Unternehmer und engagierter Bürger der Stadt Meerane

### Osty
- Ostyn, Berthe (* 1906), deutsche Schauspielerin